# ウクライナ語
ウクライナ語（ウクライナご、українська мова [ukraˈjinʲsʲka ˈmɔʋa]）は、インド・ヨーロッパ語族のスラヴ語派の東スラヴ語群に属する言語。キリル文字を使用する言語である。ウクライナの公用語である。
ウクライナでの話者人口は3680万人。ウクライナ国外においても、諸外国に住むウクライナ人によって使用されている。ウクライナ以外には、ロシア・ベラルーシ・カザフスタン・ポーランド・カナダやアメリカ合衆国などの南北アメリカ、オーストラリアなどにも話者がおり、それらを合計すれば話者は約4500万人に達する。スラヴ語派においてはロシア語、ポーランド語に次いで話者人口が多い。
ウクライナにおいてウクライナ語は1989年11月の言語法によって国家語と規定され、初等・中等教育でもウクライナ語化が進んでいる。11月9日はウクライナ語の記念日となっている。

## 名称
- 12世紀-13世紀：古ルーシ語 （古ルテニア語、古キエフ文語、古東スラヴ語とも、上古ウクライナ文語とも）。
- 14世紀‐18世紀：ルーシ語 （ルテニア語、コサック語、古ベラルーシ語、西ルーシ文語、古ウクライナ文語とも）。
- 18世紀末‐19世紀半ば：小ロシア語（ルテニア語、コサック語、ウクライナ語とも）
- 19世紀後半以後：ウクライナ語。

日本においては、太平洋戦争後は「ウクライナ語」と称されるのが一般的である。略記する際は、漢字表記「宇克蘭」から「宇語」、または以前使われていた表記「烏克蘭」から「烏語」も散見される。

## 系統
従来の言語系統論によると、ウクライナ語はインド・ヨーロッパ語族、スラヴ語派、東スラヴ語群に属するという。総合的言語の一つ。
- もっとも近い言語はベラルーシ語[6]。
- スラブ諸語との共通点（音声・文法）: 高地ソルブ語・ベラルーシ語（29の共通点）、低地ソルブ語（27の共通点）、チェコ語・スロバキア語（23の共通点）、ポーランド語（22の共通点)、クロアチア語・ブルガリア語（21の共通点）、セルビア語・マケドニア語（20の共通点）、ポラーブ語（19の共通点）、スロベニア語（18の共通点）、ロシア語（11の共通点）[7]
- スラブ諸語との共通率（語彙）：ベラルーシ語（84％）、ポーランド語（70％）、スロバキア語（68％）、ロシア語（62％）[8]。

- 音声の特徴[9]：
  - 48の音素（スラブ諸語の中で最も多い）。
  - 高い音便化（快い音調）。
  - 音素上のɪ (и) と　i ( і) の区別。
- 形態の特徴[10]：
  - 呼格の存在（他の東スラヴ語群にはない）。
  - 与格の2種。
  - 未来時制の2種。
- 他言語への影響：ポーランド語、ロシア語、ルーマニア語（バンドゥーラ、ホパーク、コサック、ボルシチなど）

## 文字
ウクライナ語アルファベットは33の文字（字母）によって構成される。その文字は38の音素を表す。文字の他に、アポストロフという特別符号も含まれる。ウクライナ語の正書法は音素の原則に基づいており、1つの文字は普段1つの音素に相当する。正書法には、意義・歴史・形態の原則も用いられることがある。
文字には20の子音字（б, г, ґ, д, ж, з, к, л, м, н, п, р, с, т, ф, х, ц, ч, ш, щ）、10の母音字（а, е, є, и, і, ї, о, у, ю, я）、ならびに2つの半母音字（й, в）がある。軟音記号（ь）は音価がないが、前の子音の軟化（硬口蓋化）を引き起こす。
また、特定の子音は特定の母音の前で硬口蓋化する。例えば、子音のд, з, л, н, с, т, ц, дзは軟母音のє, і, ї, ю, яの間に軟子音となる。アポストロフは、正書法にしたがって子音の硬口蓋化を起こさないように用いられる。
アルファベットで用いる音素の原則には他の例外も見られる。例えば、щ /ʃt͡ʃ/, ї /ji/と, 前の子音を硬口蓋化しない場合のє /jɛ/, ю /ju/, я /jɑ/というの5つの文字は二つの音素を表す。дзとджという連字は、普段、破擦音の/d͡z/と/d͡ʒ/を示す。е, у, аの前に位置する子音の硬口蓋化をє, ю, яで表記する。しかし、іの前に位置する子音の硬口蓋化は特別に表記されることがない。
他のキリル文字を使用するアルファベットに比べれば、ウクライナ語は東スラヴ語群の諸語アルファベットと類似している。一方、ґ、ї、єのようにウクライナ語固有の文字もある。ウクライナ語のアポストロフは初期キリル文字のъ（イェル）の機能を果たしている。
| No. | 現代文字 | 現代文字                     | 現代文字      | 現代文字 | 古字 | 古字                           | 古字 | 国際音声記号                       |
| No. | 表記     | 呼称                         | ローマ字      | ISO 9    | 表記 | 呼称                           | 数詞 | 国際音声記号                       |
| --- | -------- | ---------------------------- | ------------- | -------- | ---- | ------------------------------ | ---- | ---------------------------------- |
| 1   | А а      | アー                         | A a           | A a      |      | アーズ                         | 1    | [ɑ]                                |
| 2   | Б б      | ベー                         | B b           | B b      |      | ブーキ                         | －   | [b] [bʲ]                           |
| 3   | В в      | ヴェー                       | V v (W w)     | V v      |      | ヴィーディ                     | 2    | [ʋ] [ʋʲ] [w] [u̯]                   |
| 4   | Г г      | ヘー                         | H h (G g)     | G g      |      | グラゴーリ                     | 3    | [ɦ] [x]                            |
| 5   | Ґ ґ      | ゲー                         | G g           | Ģ ģ      | —    | —                              | —    | [ɡ]                                |
| 6   | Д д      | デー                         | D d           | D d      |      | ドブロー                       | 4    | [d] [dʲ] [ɟː] [d͡z] [dzʲ] [d͡ʒ]      |
| 7   | Е е      | エー                         | E e           | E e      |      | イェースチ                     | 5    | [ɛ] [ɛ̝]                            |
| 8   | Є є      | イェー                       | Ye ye (Je je) | Ê ê      | —    | —                              | —    | [jɛ] [ʲɛ] [ɪi]                     |
| 9   | Ж ж      | ジェー                       | Zh zh         | Ž ž      |      | ジヴィーテ                     | —    | [ʒ] [ʒʲː] [d͡ʒ]                     |
| 10  | З з      | ゼー                         | Z z           | Z z      |      | ゼムリャー                     | 7    | [z] [zʲ] [zʲː] [d͡z] [d͡zʲ] [s] [sʲ] |
| 11  | И и      | ウィー                       | Y y           | I i      |      | イージェ（八）                 | 8    | [ɪ] [ɪ̞]                            |
| 12  | І і      | イー                         | I i           | Ì ì      |      | イジェーイ（十）               | 10   | [i]                                |
| 13  | Ї ї      | イィー                       | Yi yi (Ji ji) | Ї ї      | —    | —                              | —    | [ji] [ʲi]                          |
| 14  | Й й      | ヨット                       | Y y (J j)     | J j      | —    | —                              | —    | [j]                                |
| 15  | К к      | カー                         | K k           | K k      |      | カーコ                         | 20   | [k] [ɡ]                            |
| 16  | Л л      | エル                         | L l           | L l      |      | リューディ                     | 30   | [l] [lʲ] [ʎː]                      |
| 17  | М м      | エム                         | M m           | M m      |      | ムィースリテ                   | 40   | [m]                                |
| 18  | Н н      | エン                         | N n           | N n      |      | ナーシュ                       | 50   | [n] [nʲ] [ɲː]                      |
| 19  | О о      | オ                           | O o           | O o      |      | オン                           | 70   | [ɔ] [o]                            |
| 20  | П п      | ペー                         | P p           | P p      |      | ポコーイ                       | 80   | [p] [pʲ]                           |
| 21  | Р р      | エル                         | R r           | R r      |      | ルツィー                       | 100  | [r] [rʲ]                           |
| 22  | С с      | エス                         | S s           | S s      |      | スローヴォ                     | 200  | [s] [sʲ] [sʲː] [z] [zʲ]            |
| 23  | Т т      | テー                         | T t           | T t      |      | トヴェールド                   | 300  | [t] [tʲ] [cː] [d] [dʲ]             |
| 24  | У у      | ウー                         | U u           | U u      |      | ウーク                         | —    | [u] [u̯]                            |
| 25  | Ф ф      | エフ                         | F f           | F f      |      | フェールト                     | 500  | [f]                                |
| 26  | Х х      | ハー                         | Kh kh         | H h      |      | ヒール                         | 600  | [x]                                |
| 27  | Ц ц      | ツェー                       | Ts ts         | C c      |      | ツィー                         | 900  | [t͡s] [t͡sʲ] [t͡sʲː]                  |
| 28  | Ч ч      | チェー                       | Ch ch         | Č č      |      | チェールヴ                     | 90   | [t͡ʃ] [t͡ʃʲː] [d͡ʒ]                   |
| 29  | Ш ш      | シャー                       | Sh sh         | Š š      |      | シャー                         | —    | [ʃ] [ʃʲː]                          |
| 30  | Щ щ      | シチャー                     | Sch sch       | Š š      |      | シチャー                       | —    | [ʃt͡ʃ]                              |
| 31  | Ь ь      | ムヤクィイ・ズナク（軟音符） | '             | ´        |      | イェリ                         | —    | [ʲ]                                |
| 32  | Ю ю      | ユー                         | Yu yu (Ju ju) | Û û      |      | ユー                           | —    | [ju] [ʲu]                          |
| 33  | Я я      | ヤー                         | Ya ya (Ja ja) | Â â      |      | マールィイ・ユス（小さなユス） | —    | [jɑ] [ʲɑ]                          |

## 正書法・音声・音韻

### 母音
|        | 前舌母音    | 中舌母音 | 後舌母音 |
| ------ | ----------- | -------- | -------- |
| 狭母音 | [i] [і] [ɪ] | [u]      | [u]      |
| 中母音 | [ɪ] [ɛ]     | [o] [a]  | [ɔ]      |
| 広母音 |             |          | [ɑ]      |

| 文字 | 音                       | 音素     | 強勢音                        | 非強勢音             | 軟音の後の強勢音    | 軟音の後の非強勢音             |
| ---- | ------------------------ | -------- | ----------------------------- | -------------------- | ------------------- | ------------------------------ |
| А, Я | 非円唇後舌広母音         | /ɑ/, /a/ | [ɑ], [a]                      | [ɑ̽], [a]             | [ɑ̈], [а̇], [ӓ]       | [ɐ], [а̇], [ӓ]                  |
| О    | 円唇後舌半広母音         | /ɔ/, /o/ | [ɔ], [o]                      | [ɔ̝], [o], [o], [оу]  | [ɔ̈], [о̇], [ӧ]       | [ɔ̽], [о̇], [ӧ], [ӧ], [о̇у], [ӧу] |
| У, Ю | 円唇後舌狭母音           | /u/, /у/ | [u], [у]                      | [u], [у]             | [ʊ], [у̇], [ӱ]       | [ʊ], [у̇], [ӱ]                  |
| Е, Є | 非円唇前舌半広母音       | /ɛ/, /e/ | [ɛ], [e]                      | [ɛ̝], [eи], [ɪ̞], [иe] | [ɛ]                 | [e], [eі]                      |
| И    | 非円唇前舌め広めの狭母音 | /ɪ/, /и/ | [ɪ], [и]                      | [ɪ̞], [ие], [ɛ̝], [еи] | —                   | —                              |
| І, Ї | 非円唇前舌狭母音         | /i/, /і/ | [i], [і], [ı̽], [іи], [ɪ], [и] | [i], [і]             | [i], [і], [ı̽], [іи] | [i], [і], [ı̽], [іи]            |

| 子音   |         |      |           |             |           |        |         |        |
| 部位 → | 唇      | 唇   | 舌頂      | 舌頂        | 舌頂      | 舌背   | 舌背    | 無     |
| 方法 ↓ | 両唇    | 唇歯 | 歯        | 口蓋        | 後部歯茎  | 硬口蓋 | 軟口蓋  | 軟口蓋 |
| 鼻     | [m]     |      | [n̪]       | [nʲ]        |           |        |         |        |
| 破裂   | [p] [b] |      | [t̪] [d̪]   | [tʲ] [dʲ]   |           |        | [k] [ɡ] |        |
| 破擦   |         |      | [t͡s] [d͡z] | [t͡sʲ] [d͡zʲ] | [t͡ʃ] [d͡ʒ] |        |         |        |
| 摩擦   |         | [f]  | [s] [z]   | [sʲ] [zʲ]   | [ʃ] [ʒ]   |        | [x]     | [ɦ]    |
| 震     |         |      | [r]       | [rʲ]        |           |        |         |        |
| 接近   |         | [ʋ]  | [l]       | [lʲ]        |           | [j]    |         |        |

- 正書法はベラルーシ語同様、表音主義であるため、ロシア語等とは異なり、発音どおりに綴る傾向が強い。原則として、子音連続は認められていない。例；ロシア語Россия /rossija/ [rɐˈsʲijə] - ウクライナ語Росія /rosija/ [roˈsʲijə]。обличчя[ɔˈblɪt͡ʃʲːɑ]のような場合は子音が連続するが、発音は長子音となる（この単語の場合、「オブルィーチャ」ではなく「オブルィーッチャ」のように発音される）。

- 硬母音Оに対応する軟母音（いわゆる「ヨ」）は、Оの前に子音Й、軟音記号Ьをつけて表す。例；цього、йому

- ロシア語のЪが原則として接頭辞の直後にのみ現れるのに対し、それに相当するウクライナ語のアポストロフはそれ以外の位置にも来る。例；любов'ю

- アクセントのある母音は強く、やや長めに発音する（ロシア語と比較した場合、それほど顕著ではない）。音声学的には、アクセントの無いところではиがеに近い音に、оがуに近い音に変化する（母音弱化）。例：дивитися(デヴィーテシャ)、зозулька（ズズーリカ）

- И /ɪ/ は現在の正書法では語頭に来ず[注 14]、Ї /ji/ は子音の後に来ない。

- в - у の音の交替

в は語頭/音節の初めの母音の前や母音の間にある場合は/ʋ/と発音されるが、語末、摩擦音・破裂音の前では/w/ （有声両唇軟口蓋接近音）、または/u̯/のように発音される。この音は決してアクセントを伴わず、音声学ではЎという文字を用いて区別して説明され、у нескладове（ウー・ネスクラドヴェー）（音節を形成しないу）と呼ばれる。基本的には、子音の前では/u/、母音のあとや語末では/w/となる。ただし、その発音については厳密にはいくつかに細分される（例えば、воを/wɔ/と発音するなど）。例；вона (vona) /ʋoˈna/ 及び /woˈna/（ヴォナー、ウォナー）、мова (mova) /ˈmɔʋa/ （モーヴァ）、Львів  (l'viv) /ˈlʲʋʲiw/（リヴィーウ）、вдома (vdoma)/ удома（udoma） /uˈdɔma/ （前が母音の場合 /wˈdɔma/）（ウドーマ）
в-уの音は/ʋ/,/w/,/u̯/と３つあり、語中の位置や前後の音によって交替する:
１）/ʋ/ー母音і, и, е(, а)の前
２）/w/―単語の語末、及び子音の前、母音о, у, а(, е, и)の前
３）/u̯/ー母音の後ろ
- в - у の表記の交替

字母 у で書かれる場合：
１）子音と子音の間にある場合
例：наш учитель / вихід у місто / Вони працюють у нас. / Світ учить розуму.
２）文頭にあり、次の文字が子音である場合
例：Учора відбулися змагання. У нас все гаразд.
３）次の文字が в 或いは ф である場合（前に来る文字が母音であっても常に у が書かれる）
例：Вона зайшла у фойє. / Він був у фотографа. / Це записано у вимогах до уроку.
４）文中の休止符（読点、コロン、セミコロン、ハイフン等）の後ろに置かれ、次に来るのが子音である場合
例：Синочки зросли－у школу пішли.
字母 в で書かれる場合:
１）母音と母音の間にある場合
例：Вона живе в Одесі.
２）母音が前にあって、в 或いは ф 以外の子音が後ろに来る場合
例：Пішла в садок у вишневий.（タラス・シェウチェンコ）

### 音韻的対応
- ポーランド西部からウクライナ・ベラルーシにかけて、スラヴ祖語の/g/を有声声門摩擦音[ɦ]で発音する傾向がある。これはチェコ語・スロヴァキア語とも共通している。

- /l/がある位置で/w/のように発音される所は、ベラルーシ語、ポーランド語（Ł）などと共通している（違う場合もある）。

- І/i/、Ї/ji/はロシア語ではЕ/je/になっている場合が多い。これは、東スラヴ語群祖語のѢがウクライナ語では/i/、/ji/に、ロシア語では/je/に統合されたためである。例；Лето /ljeto/ - Літо /lito/（夏）

## 文法

### 名詞
名詞は、男性・中性・女性の3つの性に分かれ、単数形（■）・複数形（■）を持つ。 名詞の語尾は、男性名詞は子音、-й、-ь、-о、女性名詞は子音、-а、-я、-ь、中性名詞は-о、-е、-яである。子音で終わる女性名詞があり、яで終わる中性名詞の語尾も多彩であるため、性の見分けはやや困難である。
|    | 雄猫（男性）     | 雌猫（女性）          | 子猫（中性）               |
| -- | ---------------- | --------------------- | -------------------------- |
|    |                  |                       |                            |
| 単 | кіт（キート）    | кішка（キーシュカ）   | кошеня（コシェニャー）     |
| 複 | коти（コティー） | кішки（キーシュクィ） | кошенята（コシェニャータ） |

名詞の格は主格、対格、属格、所格、与格、具格、呼格の7種類である。ロシア語とは異なり、呼格が存在するのが特徴である。
| 名詞の活用 | 名詞の活用 | чоловік（男性名詞） | місто（中性名詞） | риба（女性名詞） |
| ---------- | ---------- | ------------------- | ----------------- | ---------------- |
| 単数       | 主格       | чоловік             | місто             | риба             |
| 単数       | 対格       | чоловіка            | місто             | рибу             |
| 単数       | 属格       | чоловіка            | міста             | риби             |
| 単数       | 所格       | чоловікові/чоловіку | місті             | рибі             |
| 単数       | 与格       | чоловікові/чоловіку | місту             | рибі             |
| 単数       | 具格       | чоловіком           | містом            | рибою            |
| 単数       | 呼格       | чоловіче            | місто             | рибо             |
| 複数       | 主格       | чоловіки            | міста             | риби             |
| 複数       | 対格       | чоловіків           | міста             | риб              |
| 複数       | 属格       | чоловіків           | міст              | риб              |
| 複数       | 所格       | чоловіках           | містах            | рибах            |
| 複数       | 与格       | чоловікам           | містам            | рибам            |
| 複数       | 具格       | чоловіками          | містами           | рибами           |
| 複数       | 呼格       | чоловіки            | міста             | риби             |

形容詞の活用は以下の通りである。
| 形容詞の活用 | 形容詞の活用 | гарний                               | гарний                             | гарний                             |
| 形容詞の活用 | 形容詞の活用 | 男性                                 | 中性                               | 女性                               |
| ------------ | ------------ | ------------------------------------ | ---------------------------------- | ---------------------------------- |
| 単数         | 主格         | гарний                               | гарне                              | гарна                              |
| 単数         | 対格         | гарний（活動体）/гарного（不活動体） | гарне                              | гарну                              |
| 単数         | 属格         | гарного                              | гарного                            | гарної                             |
| 単数         | 所格         | гарному/гарнім                       | гарному/гарнім                     | гарній                             |
| 単数         | 与格         | гарному                              | гарному                            | гарній                             |
| 単数         | 具格         | гарним                               | гарним                             | гарною                             |
| 単数         | 呼格         | гарний                               | гарний                             | гарна                              |
| 複数         | 主格         | гарні                                | гарні                              | гарні                              |
| 複数         | 対格         | гарні（活動体）/гарних（不活動体）   | гарні（活動体）/гарних（不活動体） | гарні（活動体）/гарних（不活動体） |
| 複数         | 属格         | гарних                               | гарних                             | гарних                             |
| 複数         | 所格         | гарних                               | гарних                             | гарних                             |
| 複数         | 与格         | гарним                               | гарним                             | гарним                             |
| 複数         | 具格         | гарними                              | гарними                            | гарними                            |
| 複数         | 呼格         | гарні                                | гарні                              | гарні                              |

### 人称代名詞
|        | 単数                                                   | 複数                                   |
| ------ | ------------------------------------------------------ | -------------------------------------- |
| 一人称 | я -私は〈I〉                                           | ми -私達は〈we〉                       |
| 二人称 | ти -君は〈you〉 ви -貴方は〈敬称〉                     | ви -貴方達は〈you〉                    |
| 三人称 | він -彼は〈he〉 вона -彼女は〈she〉 воно -それは〈it〉 | вони -彼らは 彼女らは それらは〈they〉 |

表中は全て主格を用いている。

## 歴史

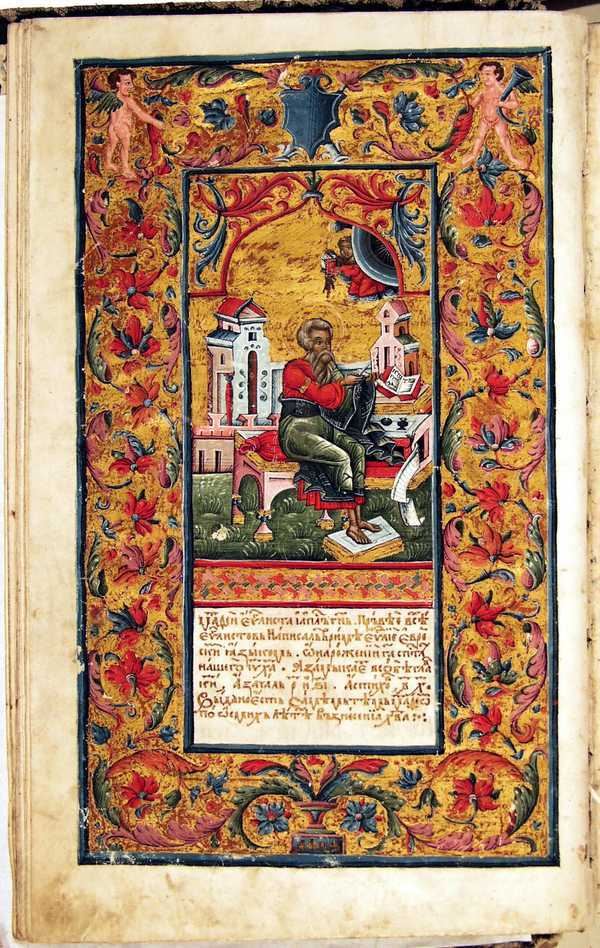
『ペレソープヌィツャの福音』の細密画。古ウクライナ語の書籍の一つ（1561年）

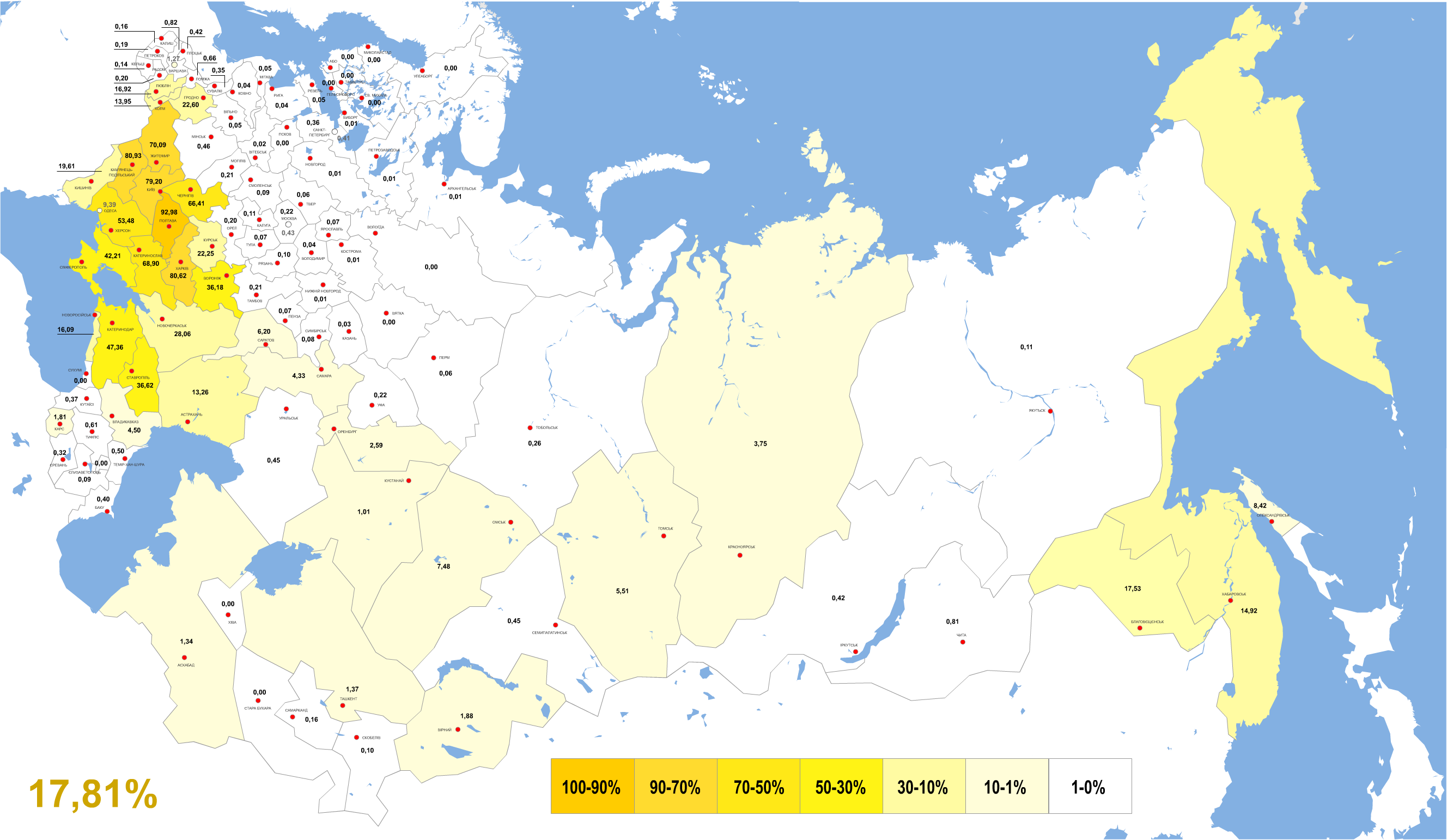
ロシア帝国におけるウクライナ語の分布（1897年）

現代のウクライナを中心としたウクライナ語の分布（2001年）

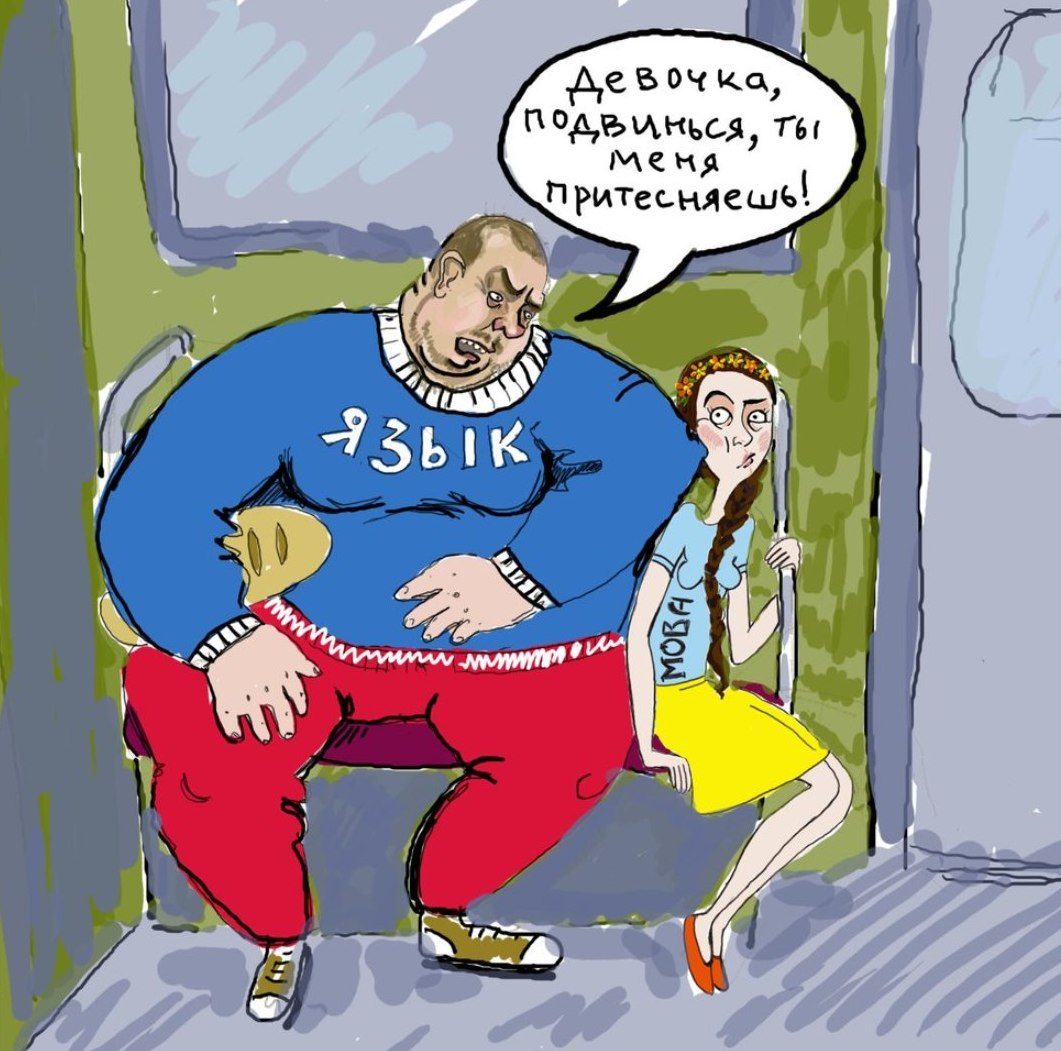
ロシア語公用語化反対論者による風刺画。左のロシア語を表す（ロシア語で「言語」と書かれたシャツを着た）大男は、右のウクライナ語を表す（ウクライナ語で「言語」と書かれたシャツを着た）少女に対しロシア語で「嬢ちゃん退いてくれよ。アンタ、俺のこと圧してるんだよ」と文句を言っている

ウクライナ語は、東スラヴ人の最古の国家であるキエフ・ルーシの崩壊後、ロシア語やベラルーシ語とは別の独自の発展を遂げてきた。長らくポーランド王国の影響下に入った西ウクライナからドニプロ・ウクライナにかけての地域（ルテニア）ではポーランド語の影響がより強く見られ、ベラルーシとともにリトアニア大公国の支配下に入った北ウクライナからドニプロ・ウクライナにかけての地域では、ベラルーシ語の特徴であるアーカニエ（аканье）の欠如などベラルーシ語の影響が見られた。キーウを含む東ウクライナが、ヘーチマン国家としてポーランド・リトアニア共和国の支配下から脱した17世紀以降、ヘーチマンの庇護の下、ドニプロ・ウクライナを中心にウクライナ語文化の著しい発展が見られた。また、ポーランド王国のもとに留められた西ウクライナでは、リヴィウを中心にウクライナ語文化の独自の発展が見られた。だが、その後ヘーチマン国家はモスクワ大公国・ロシア帝国のより強い影響下に置かれるようになり、18世紀のうちには東ウクライナは完全にロシアに併合された。その後、ポーランド分割を経てウクライナの大半はロシア帝国の領土に収められた。ロシア帝国の強力な中央集権体制の下で、ウクライナ文化は分離主義的であるとして弾圧され、ウクライナ語の使用も制限されるようになった。ロシア帝国では、1863年のヴァルーエフ指令と1876年のエムス法（露: Эмский указ）により、ウクライナ語という言語の存在は認められておらず、これを「ロシア語の小ロシア方言」と規定し、さらに公式文書や「純粋な」文学作品などはすべてロシア語で記述されていた。キーウ・ルーシを起点とするウクライナのこれまでの歴史において、モスクワ大公国をはじめとする他国による侵略を背景としてウクライナ語禁止令は13回以上出されたほか、ウクライナ語を話したというだけで銃殺の憂き目に遭う人々がいた時代もあった。
ウクライナ文化圏では、従来ロシア語、ポーランド語、ドイツ語、そしてウクライナ語などの複数の言語による舞台用喜劇脚本が多く著されてきた。そうした中で、初めてのウクライナ語文学と認められているのはポルタヴァのイヴァン・コトリャレーウシキーによって18世紀末に書かれたパロディー叙事詩『エネイーダ』であった。コトリャレウスキーはオペレッタ『ナタールカ・ポルターウカ』（ウクライナ語: Наталка Полтавка）でも知られ、ウクライナ近代文学の祖とされている。これらは、いずれも喜劇やパロディーという性格を持ち、当時は「純粋な」文学からは明確に区別された分野の作品であった。ニコライ・ゴーゴリなどのようなより「純粋な」作品を書いて世に認められることを望む作家は19世紀を通じてロシア語での執筆活動を続けた。この時代の作家は、ウクライナ語＝小ロシア方言で書いて文壇に認められることはありえなかった。
ウクライナ語の歴史は、文語として長らく用いられた教会スラヴ語と口語として用いられたいわゆるウクライナ語との関係の間に成り立っていた。現代ウクライナ語の父とされるタラス・シェフチェンコは、ウクライナ語の豊富化を図るため積極的に教会スラヴ語からの借用を行った。しかし、このやり方はのちの作家・言語学者に拒否され、以降ウクライナ語は口語を中心に外来語や各地の方言を取り入れて発展させられていくことになった。イヴァン・フランコやレーシャ・ウクライーンカも、ウクライナ語の発展に大きな貢献のあった人物として知られる。
ウクライナ化政策の採られた1920年代のウクライナ社会主義ソビエト共和国では、1927年に初めての正式な正書法である「1927年正書法（ハルキウ正書法）」が定められた。しかし、これは1930年代の反ウクライナ化政策の時代に改竄され、ロシア化が行われた。
1999年に制定された「プロジェクト1999」は、現代ウクライナ語をこの「1927年正書法（ハルキウ正書法）」を基に整備しようとする試みであった。この正書法は基本的にポルターヴァの方言に拠っていると言われ、それに西ウクライナ・ハルィチナーなどの方言が加えられている。ただし、西ウクライナ方言にはポーランド語やチェコ語の影響が強く、正書法に定められた中東部のウクライナ語とは語彙や語法とは差がある。ちなみに、この「プロジェクト1999」は2003年に廃止となり現在は公的な立場を持たないが、学者、文筆家に限らず広く市民の間に支持者がおり、しばしば印刷物、テレビ等で見られる。
ソ連末期の「言語法」によってウクライナにおいてウクライナ語は唯一の国語（日本語で言うところの公用語の立場）とされ、独立以降もその立場を維持し続けている。その一方で、ウクライナ国内でも東南部を中心にロシア語話者が多いことから、ロシア語の第二国語もしくは公用語化を掲げる政治勢力も一定の影響力を保っている。しかし、ヴィクトル・ヤヌコーヴィチなどロシア語話者の政治家が、政治家として活動するために、ウクライナ語を習得しており、必ずしも二項対立では説明しがたい。
ウクライナにおける言語を巡る状況は個人レベルでも複雑であり、独立以後も一部でロシア語排除を唱える人々、またウクライナ語を蔑視する人々、その衝突を将来的な分裂の要因のとして危惧する考えがある。また、「スルジク」と呼ばれる混用語、すなわちウクライナ語を運用する際、ロシア語語彙を大量に混用している現状も顕著である。さらには、「より純粋なウクライナ語の」表現として、古い語彙を復興させる動きも一部で盛んである。

## 方言

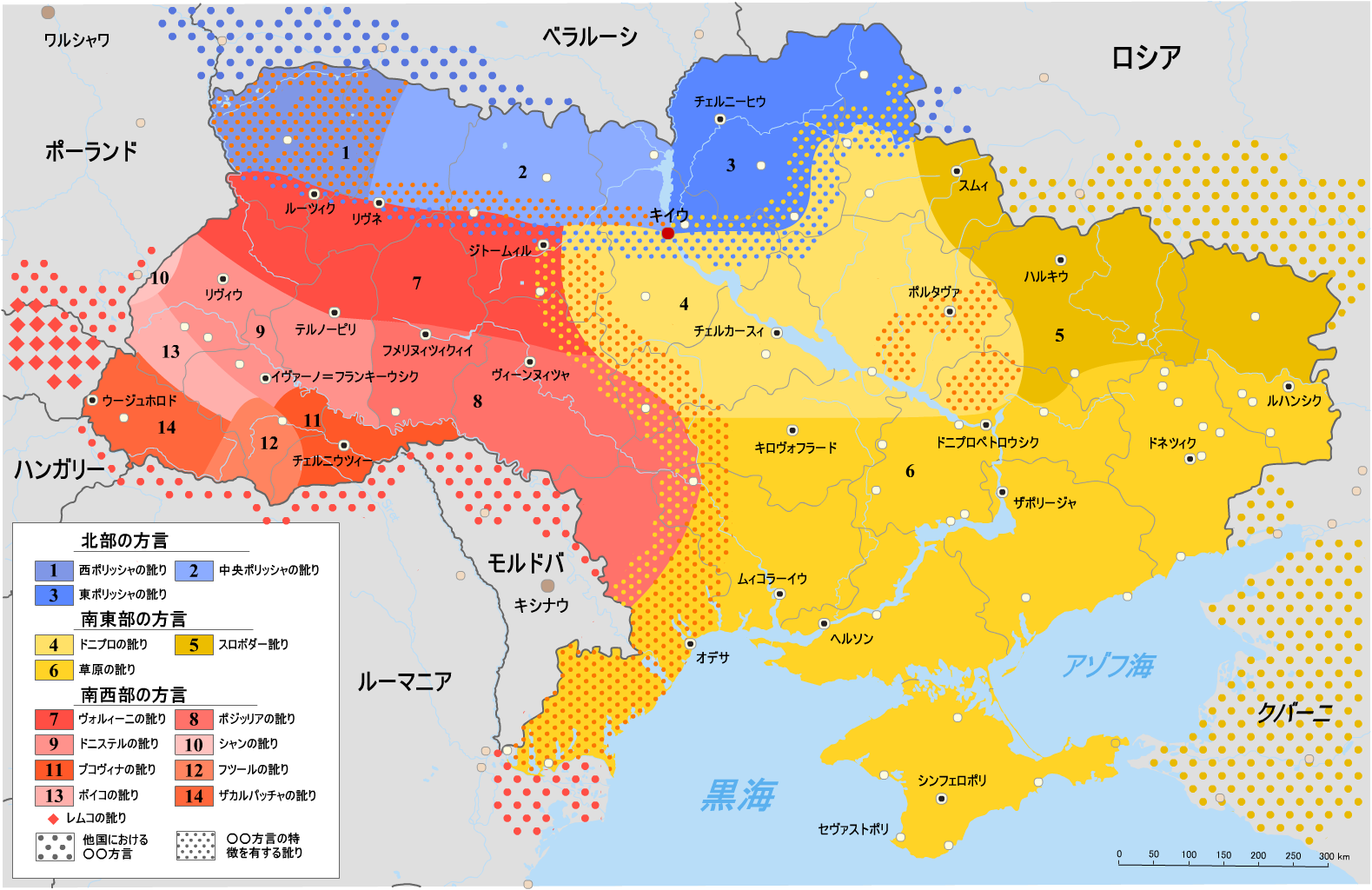
ウクライナ語の方言と訛り（2005年）。

19世紀後半以降、ウクライナ語において三つの方言が区分される。各方言は地域毎の複数の訛りを含んでいる。
- ■北部の方言

ポリーシャ方言とも呼ばれる。北ウクライナと南ベラルーシに分布している。ベラルーシ語との共通性が見られ、中世のルーシ語の特徴を数多く有している。
01. ● 西ポリーシャの訛り。ヴォルィーニのポリーシャの訛りとも。ウクライナのヴォルィーニ州とリウネ州の西部、ベラルーシのブレスト州の西部に分布している。
02. ● 中央ポリーシャの訛り。右岸のポリーシャの訛りとも。ウクライナのリウネ州の東部、ジトーミル州、キーウ州の北部と、ベラルーシのブレスト州の東部に分布している。
03. ● 東ポリーシャの訛り。左岸のポリーシャの訛りとも。ウクライナのチェルニーヒウ州とスムィ州の北部と、ベラルーシのホメリ州の南部、ロシアのブリャンスク州の南西部、クルスク州の北部、ベルゴロド州の北部、ヴォロネジ州の北部に分布している。
- ■南東部の方言

コサック方言とも呼ばれている。中部・東部・南部ウクライナと、南ロシア、特にクバーニ地方に分布している。ロシア語・テュルク諸語の語彙の影響を受けている。
04. ● ドニプロの訛り。ウクライナ語の標準語となっている。ウクライナのキーウ州の南部、スムィ州の南西部、チェルカースィ州の東部、ポルタヴァ州、キロヴォフラード州の北部と、ドニプロペトロウシク州の北部に分布している。
05. ● スロボダの訛り。ウクライナのスムィ州の南東部、ハルキウ州、ルハンシク州の北部と、ロシアのクルスク州の南部、ベルゴロド州の南部、ヴォロネジ州の南部、ロストフ州の南西部に分布している。
06. ● 草原の訛り。ウクライナのキロヴォフラード州の南部、ドニプロペトロウシク州の南部、ルハンシク州の南部、ムィコラーイウ州の南部、オデッサ州の南部、クリミア半島、ザポリージャ州、ドネツィク州、ヘルソン州、ロシアのクラスノダール地方とルーマニアのドナウ川の三角州に分布している。
- ■南西部の方言

紅ルーシ方言とも呼ばれる。ウクライナの南西部の外に、モルドバ、ルーマニア、スロバキア、ポーランド、セルビア、カナダと米国に分布している。西スラヴ諸語と共通性とドイツ語の影響が見られる。
ヴォルィーニ・ポジーリャの訛り群：
07. ● ヴォルィーニの訛り。ウクライナのヴォルィーニ州の南部、リウネ州の南部、リヴィウ州の北部、テルノーピリ州の北部、フメリニツキー州の北部とヴィーンヌィツャ州の北部に分布している。
08. ● ポジーリャの訛り。ウクライナのフメリニツキー州の南部、ヴィーンヌィツャ州の南部、チェルカースィ州の西部、キロヴォフラード州の西部、ムィコラーイウ州の北西部と、オデッサ州の北西部に分布している。
ハルィチナー・ブコビナの訛り群：
09. ● ドニステルの訛り。東ハルィチナーの訛りとも。ドニステル川の上流域に位置するウクライナのリヴィウ州の中部、イヴァーノ＝フランキーウシク州の北東部、テルノーピリ州の南部に分布している。
10. ● スャーンの訛り。西ハルィチナーの訛りとも。スャーン川の上流域に位置するウクライナのリヴィウ州の西部、ポーランドのポトカルパチェ県の東部とルブリン県の南東部に分布している。
11. ● ポクーチャ・ブコビナの訛り。プルトの訛りとも。プルト川の上流域に位置するウクライナのイヴァーノ＝フランキーウシク州の南東部、チェルニウツィー州の東部、ルーマニアのボトシャニ県の北部と、モルドバの北部に分布している。
12. ● フツルの訛り。東カルパティアの訛りとも。ウクライナのザカルパッチャ州の東部、チェルニウツィー州の西部、イヴァーノ＝フランキーウシク州の南西部と、ルーマニアのスチャヴァ県の北部に分布している。
カルパティアの訛り群：
13. ● ボイコの訛り。北カルパティアの訛りとも。ウクライナのリヴィウ州の南部とイヴァーノ＝フランキーウシク州の南部に分布している。
14. ● ザカルパッチャの訛り。南カルパティアの訛りとも。ウクライナのザカルパッチャ州の中部・東部、スロバキアのコシツェ県とプレショフ県に分布している。
14. ◆ レムコの訛り。西カルパティアの訛りとも。ウクライナのザカルパッチャ州の西部、スロバキアのプレショフ県と、ポーランドのポトカルパチェ県の南部に分布している。

## 語彙

### 主な単語

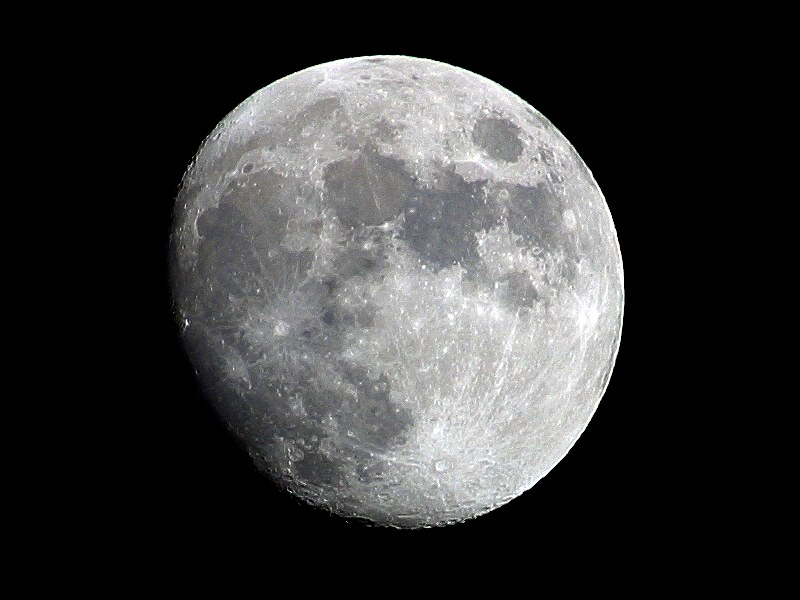
ミーシャツィ (Місяць, 月)
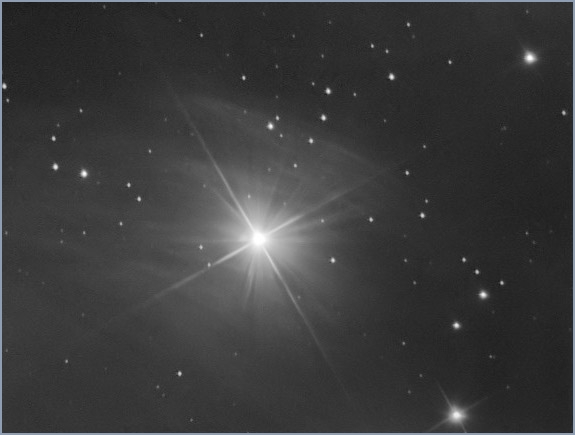
ジールカ (Зірка, 星)
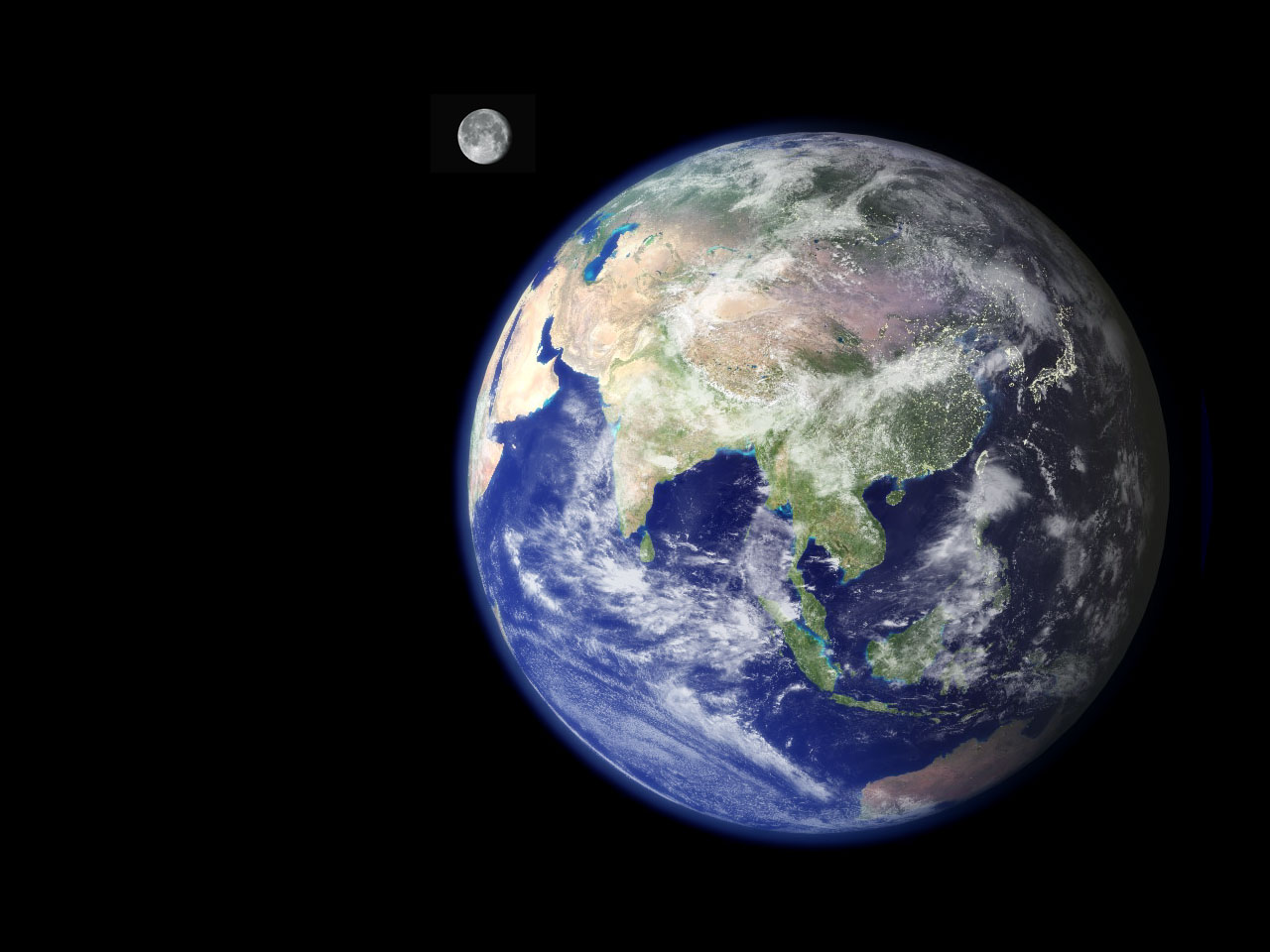
スヴィート (Світ, 世界)
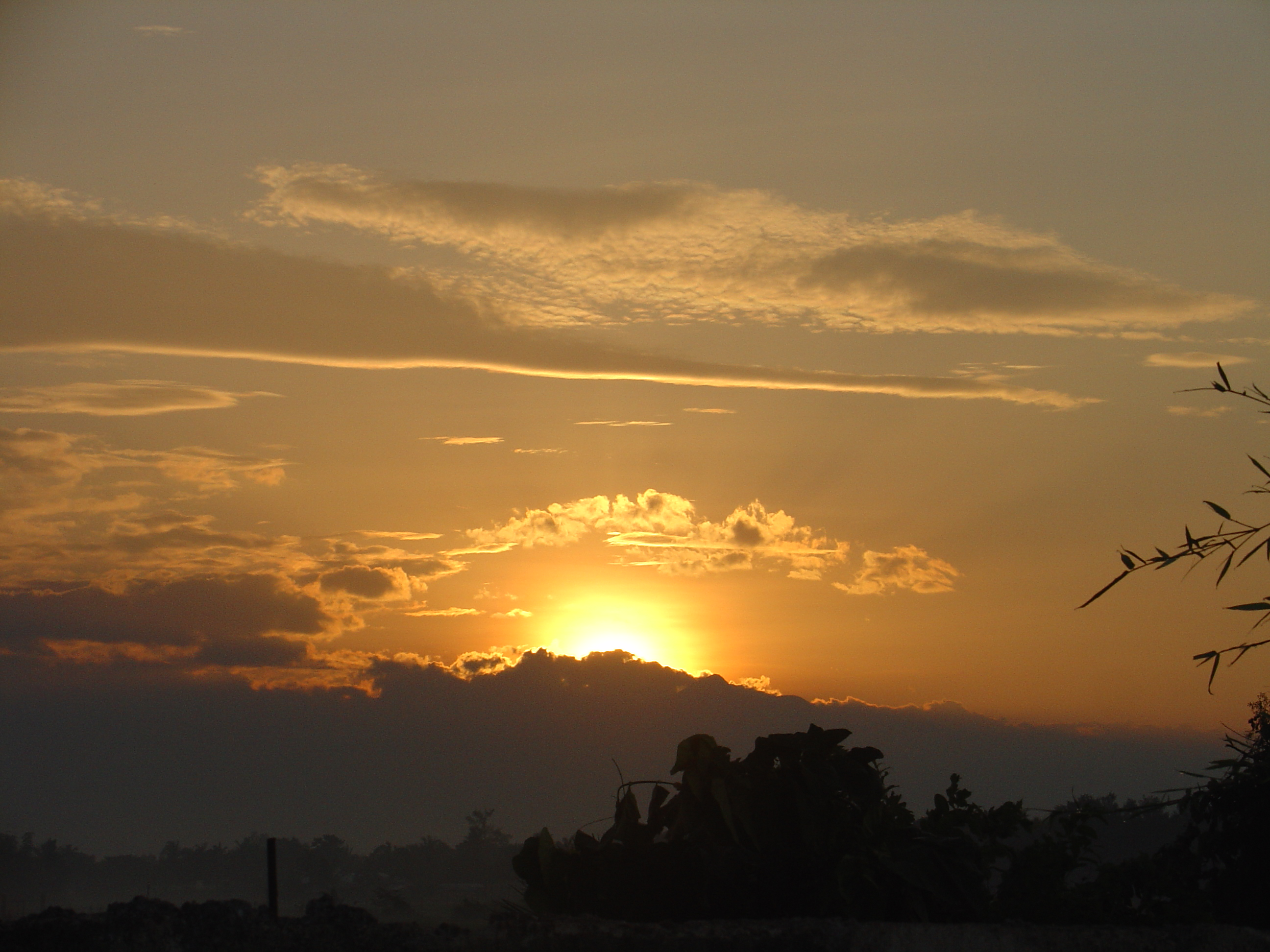
ラーノク (Ранок, 朝)
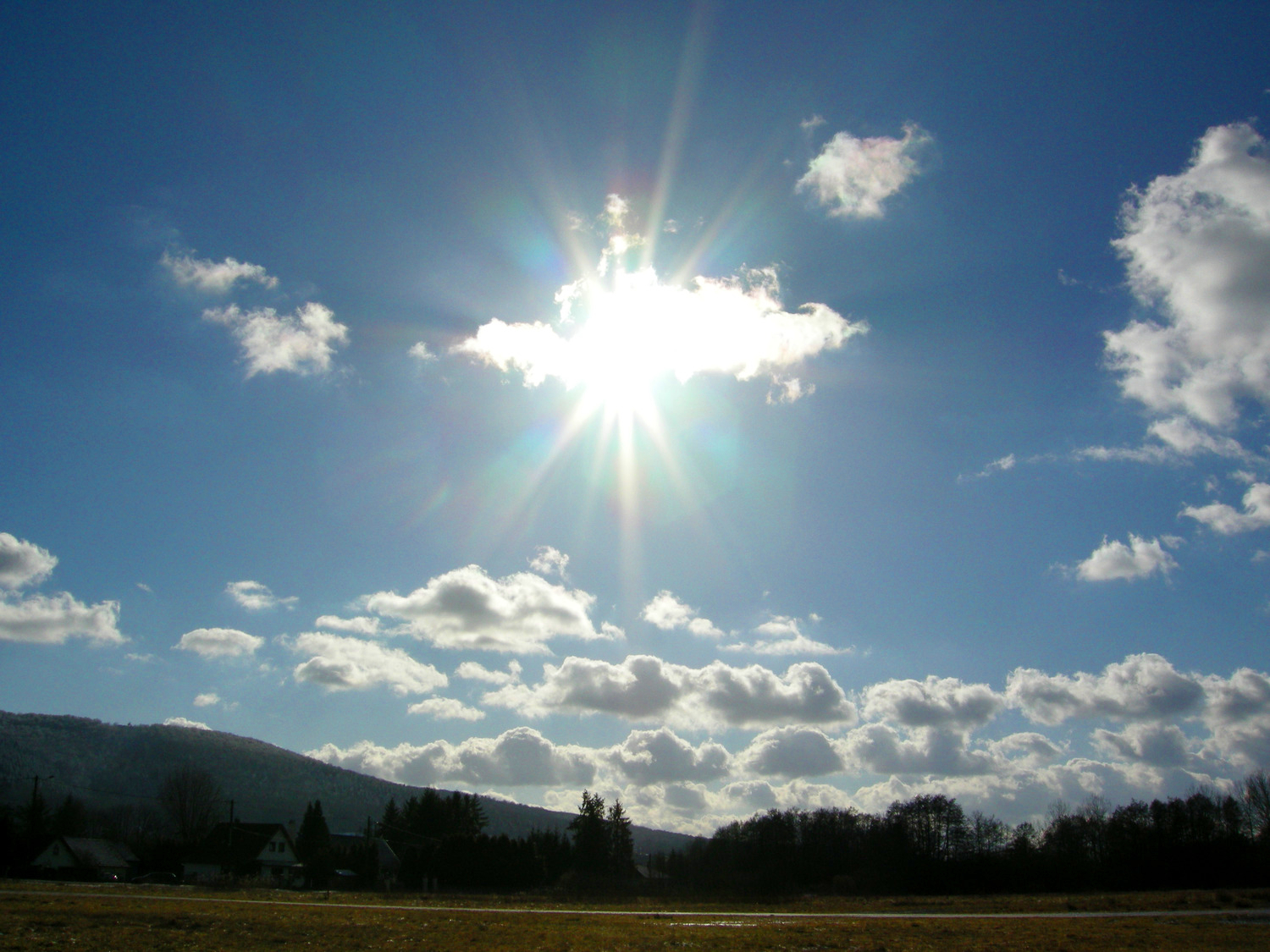
デーニ (День, 昼)
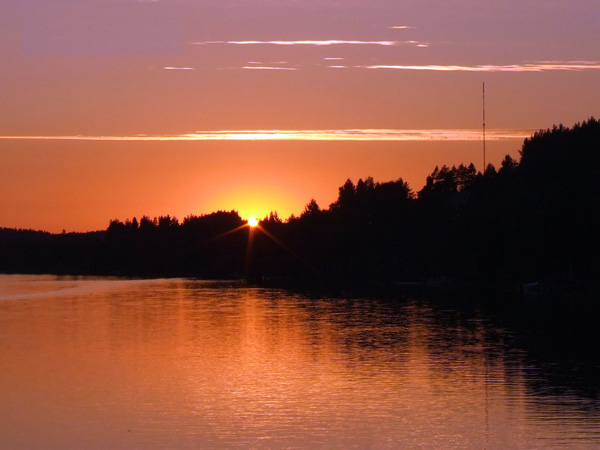
ヴェーチル (Вечір, 夕方)
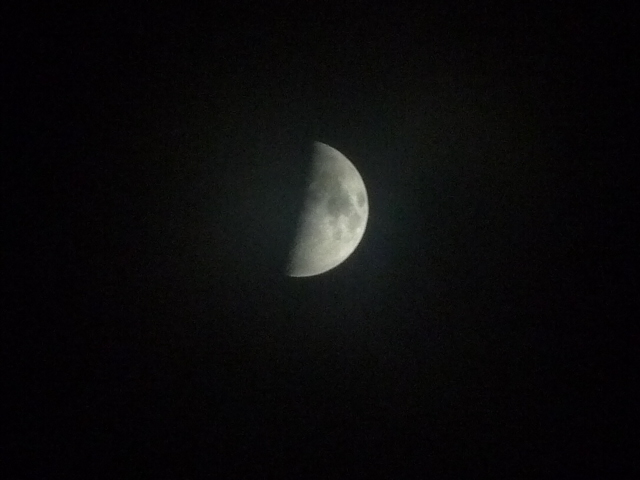
ニーチ (Ніч, 夜)
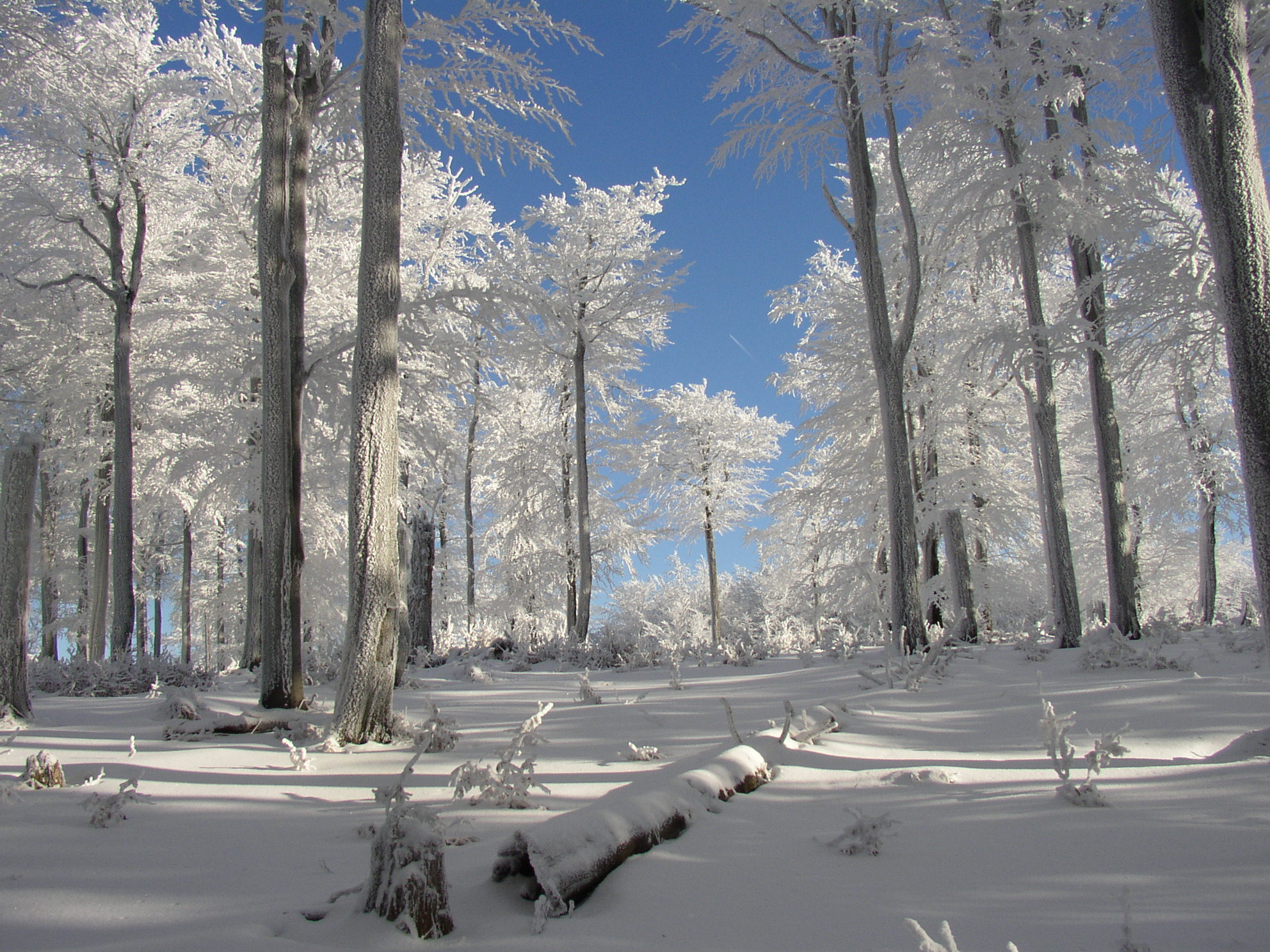
ズィマー (Зима, 冬)
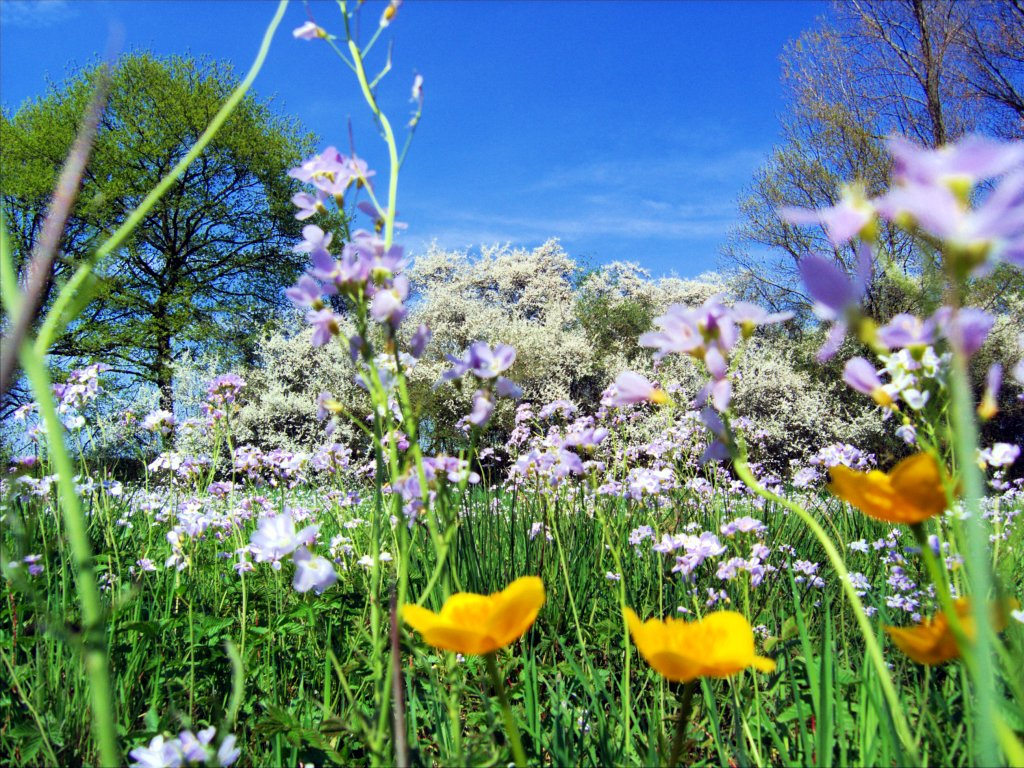
ヴェスナー (Весна, 春)
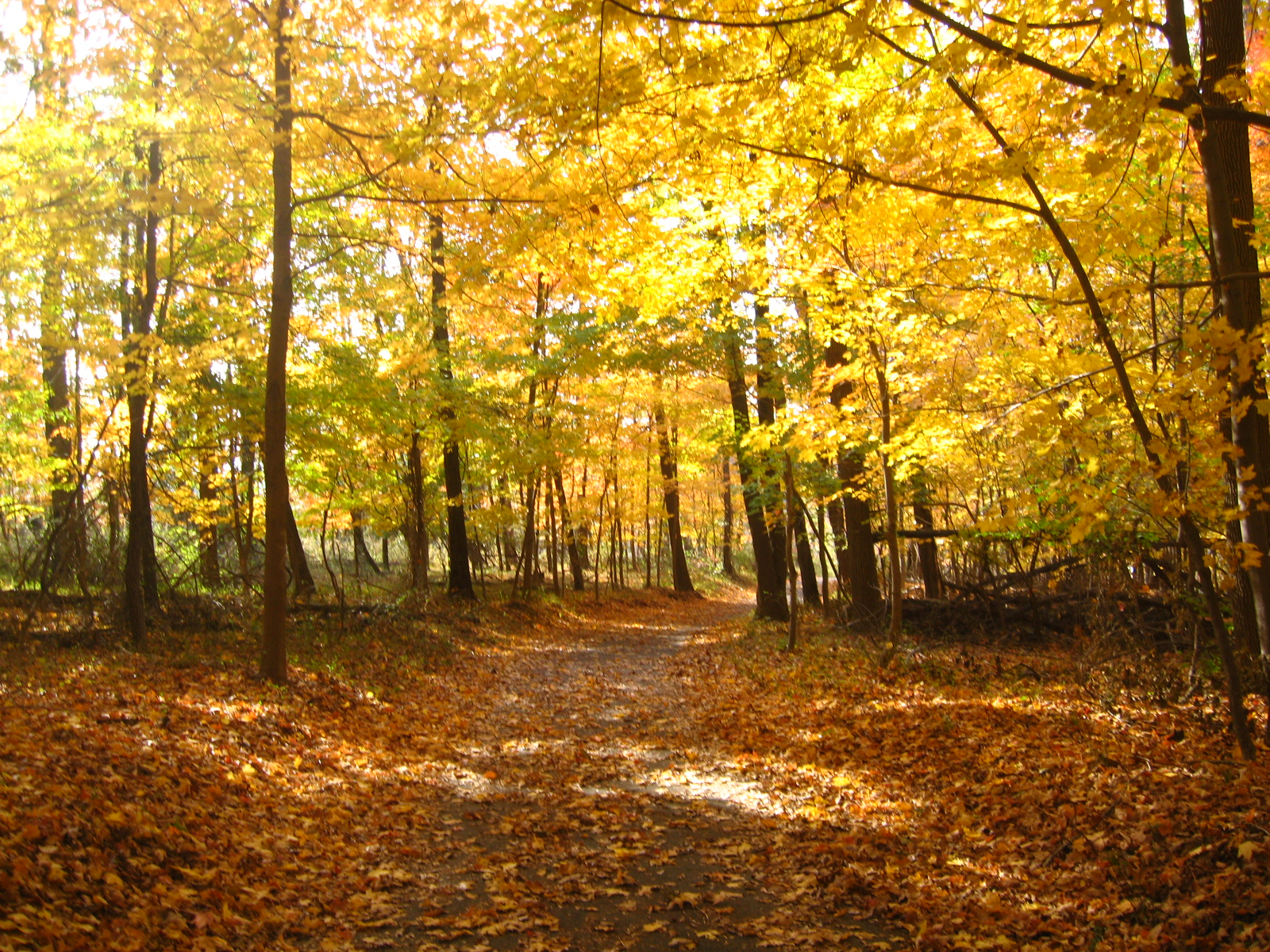
オーシニ (Осінь, 秋)

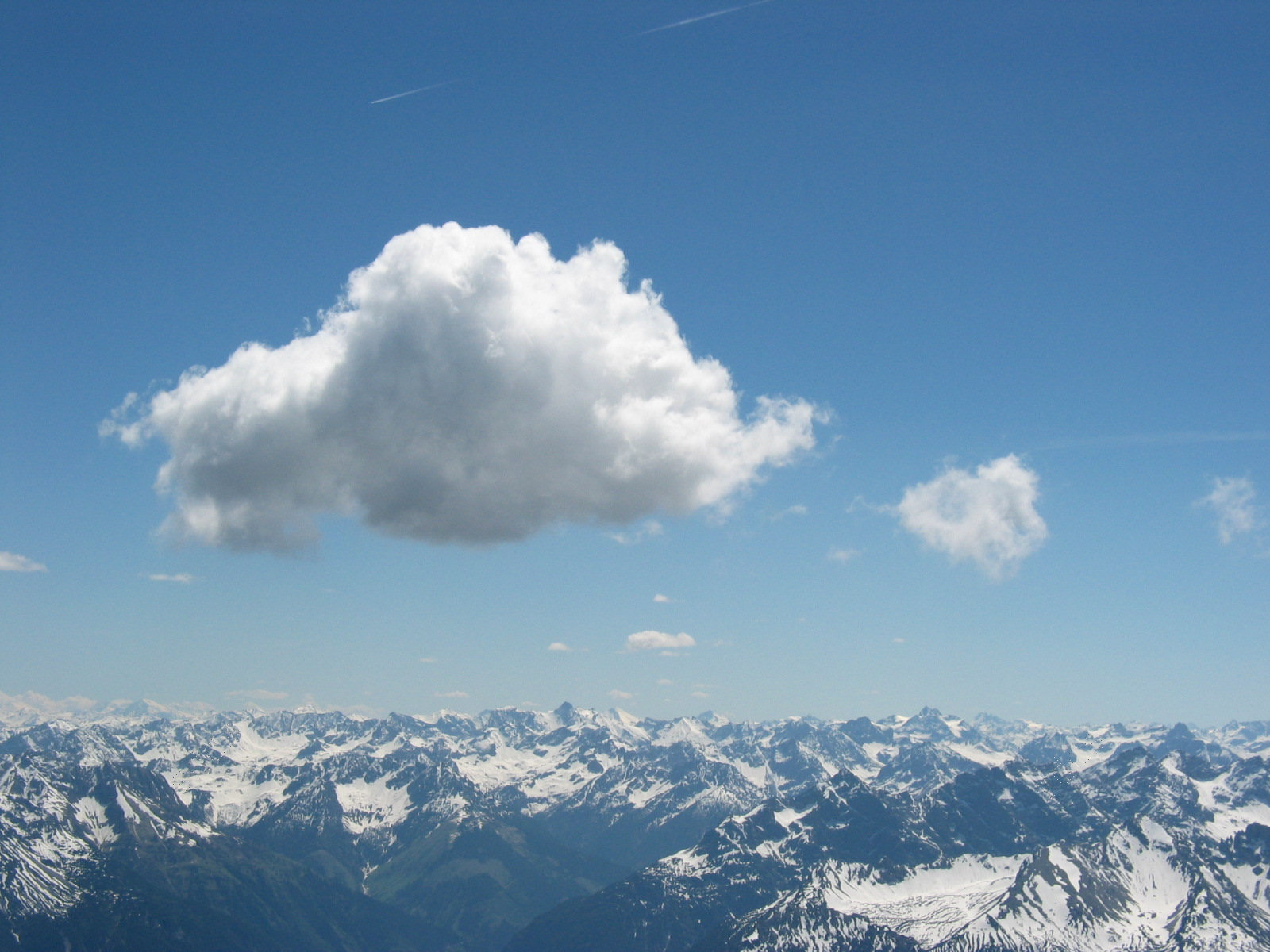
フマーラ (Хмара, 雲)
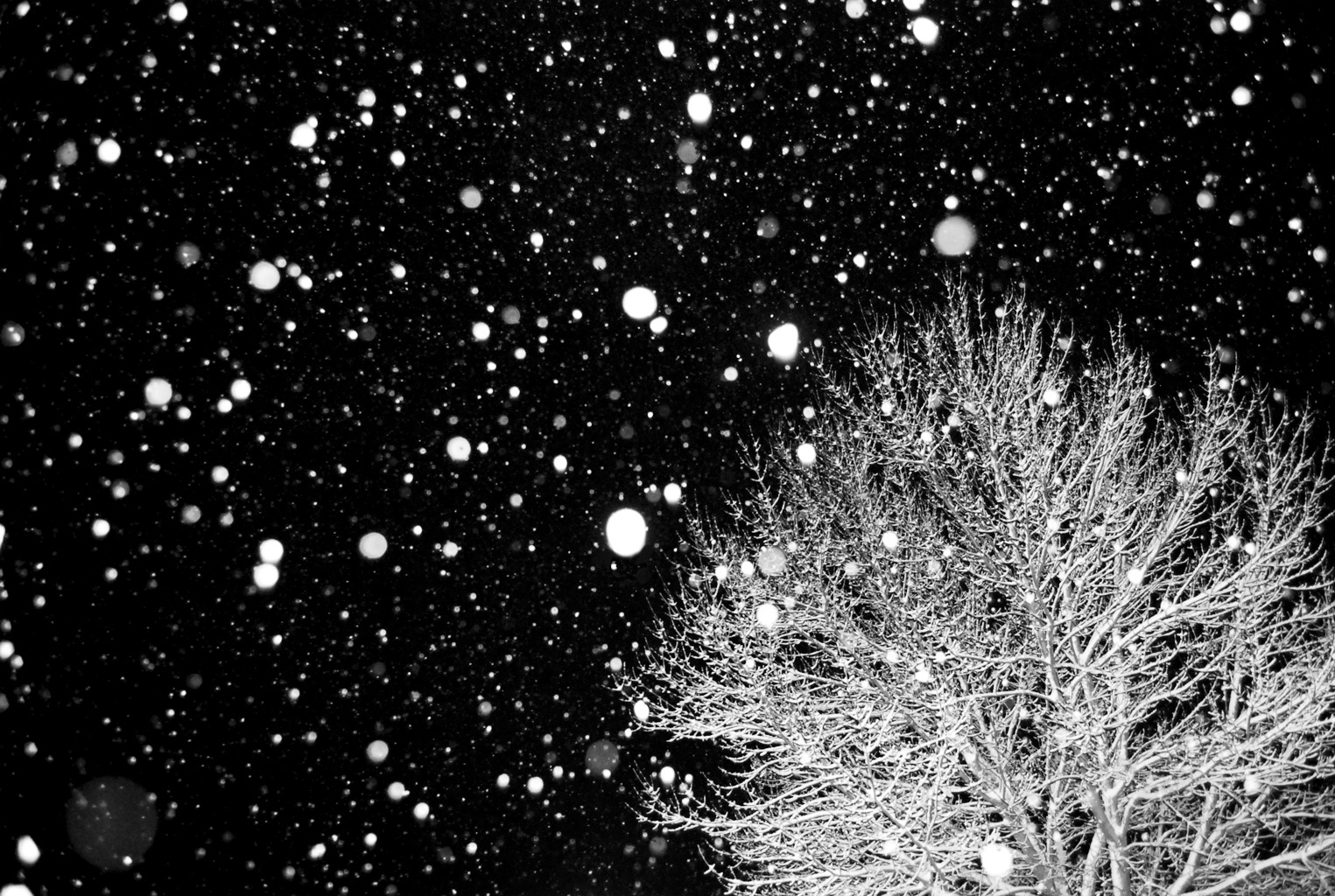
スニーフ (Сніг, 雪)
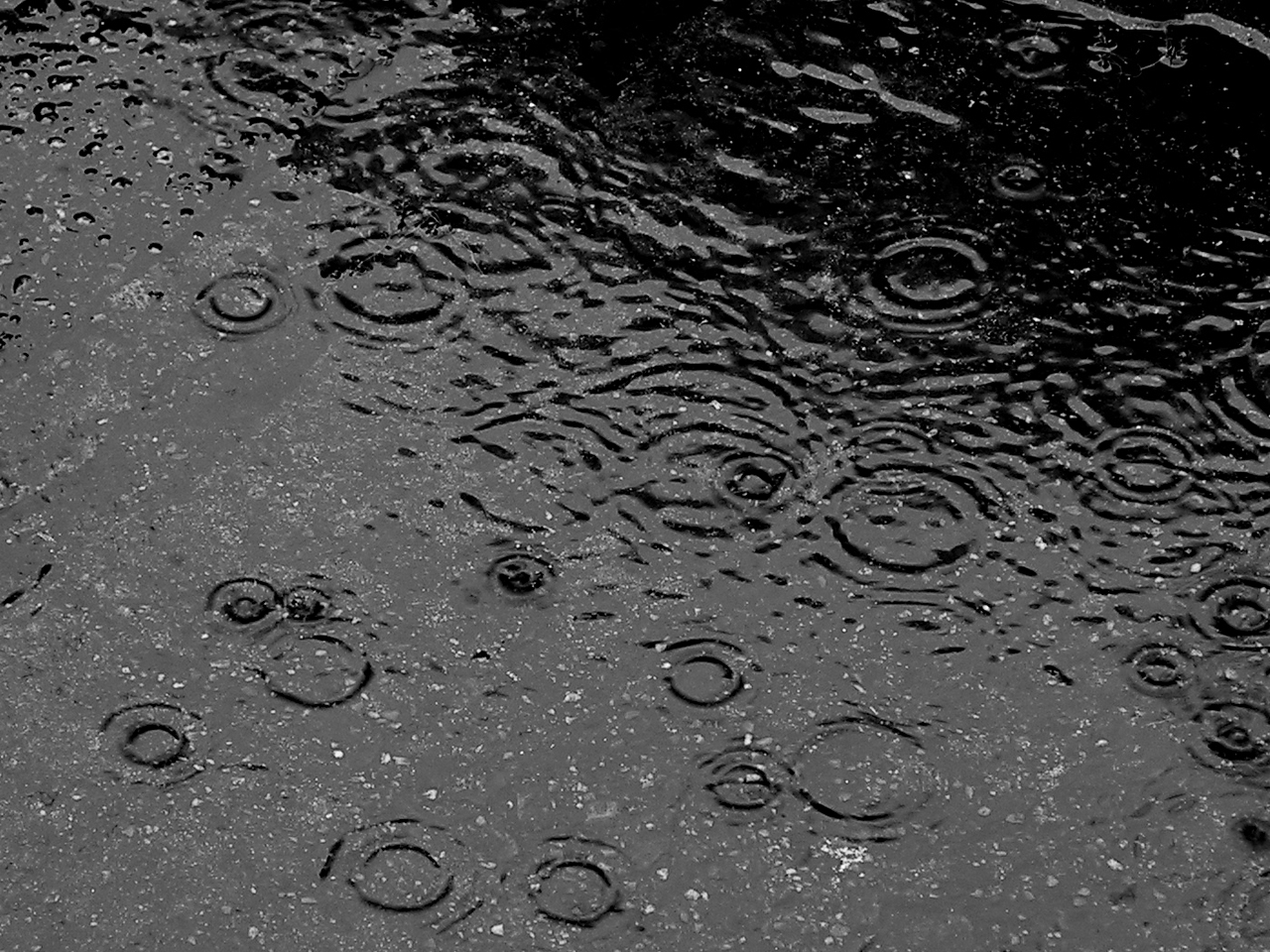
ドーシュチュ (Дощ, 雨)
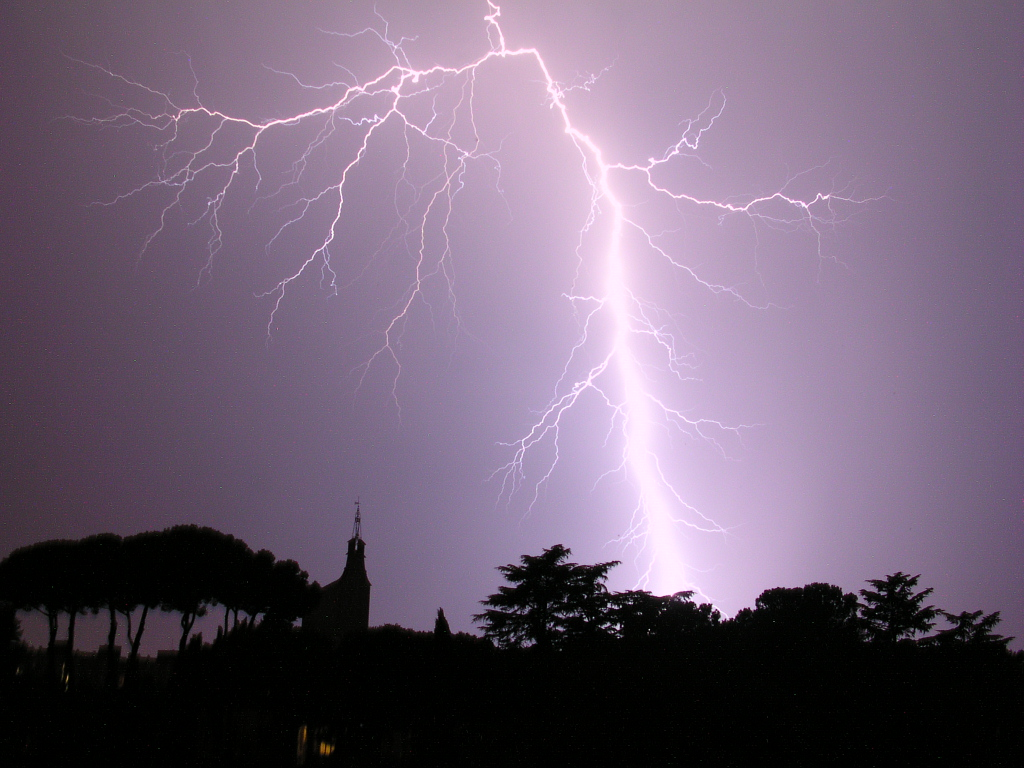
ブルィースカウカ (Блискавка, 稲妻)
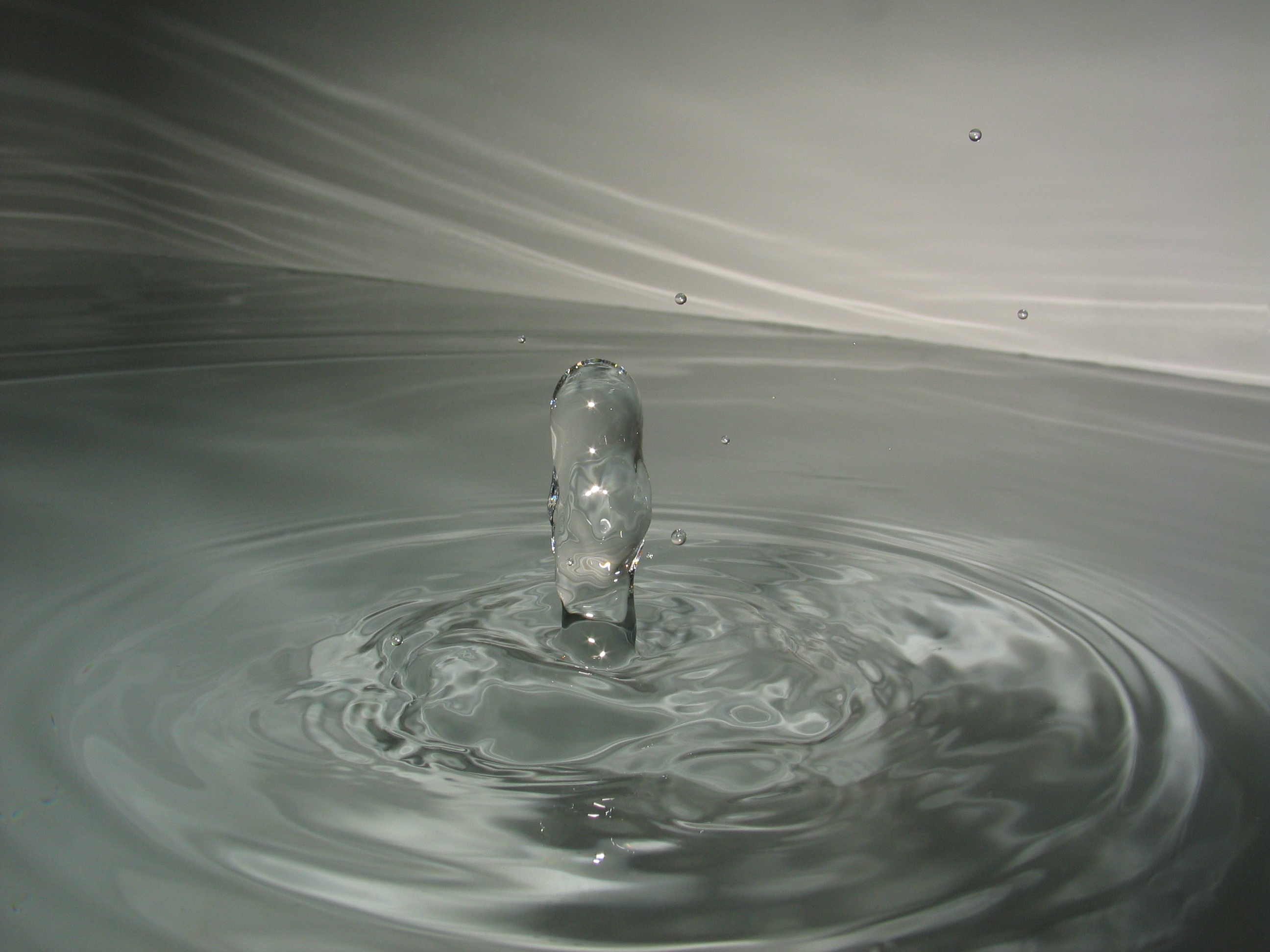
ヴォダー (Вода, 水)
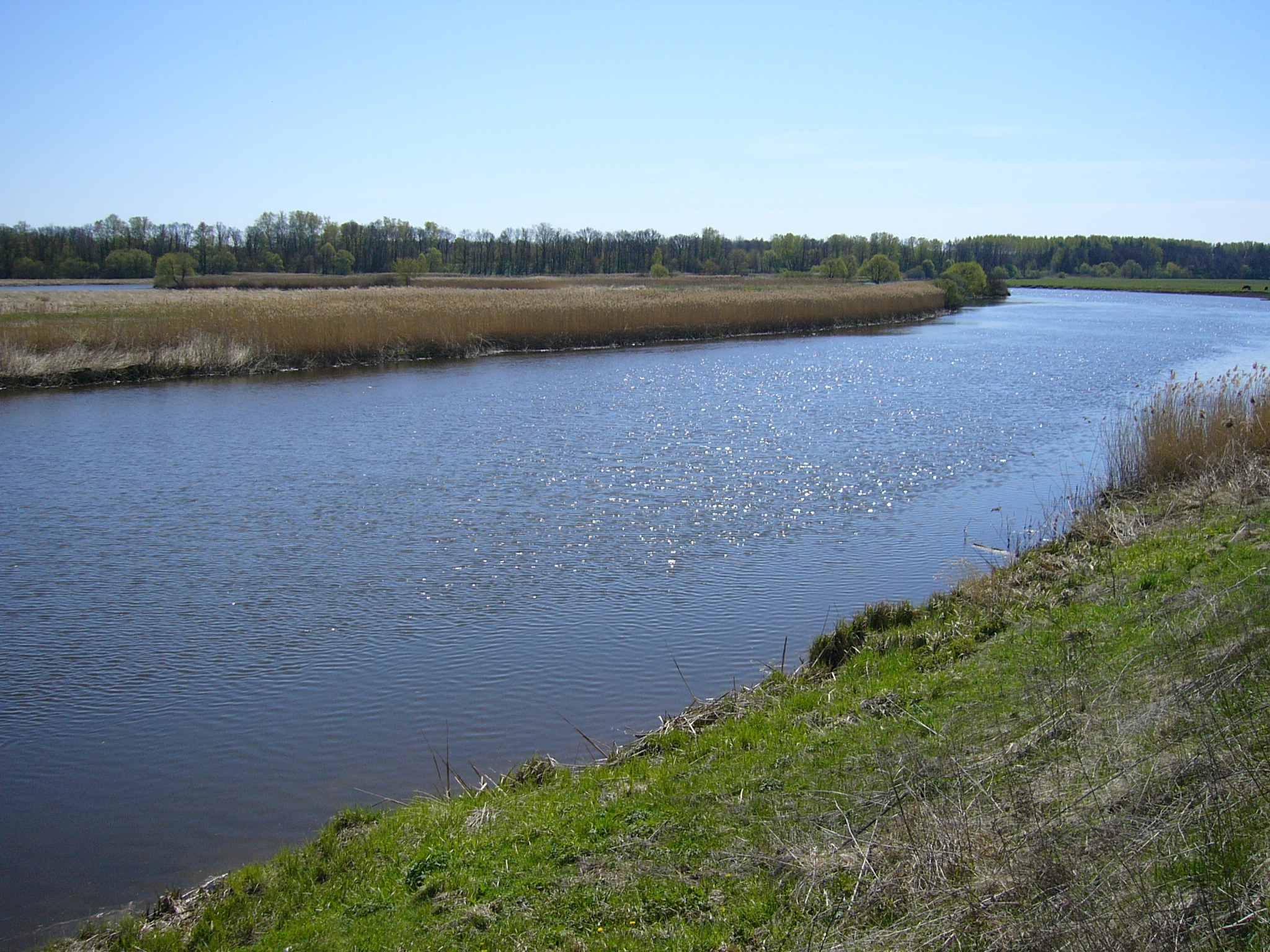
リーチカ (Річка, 川)
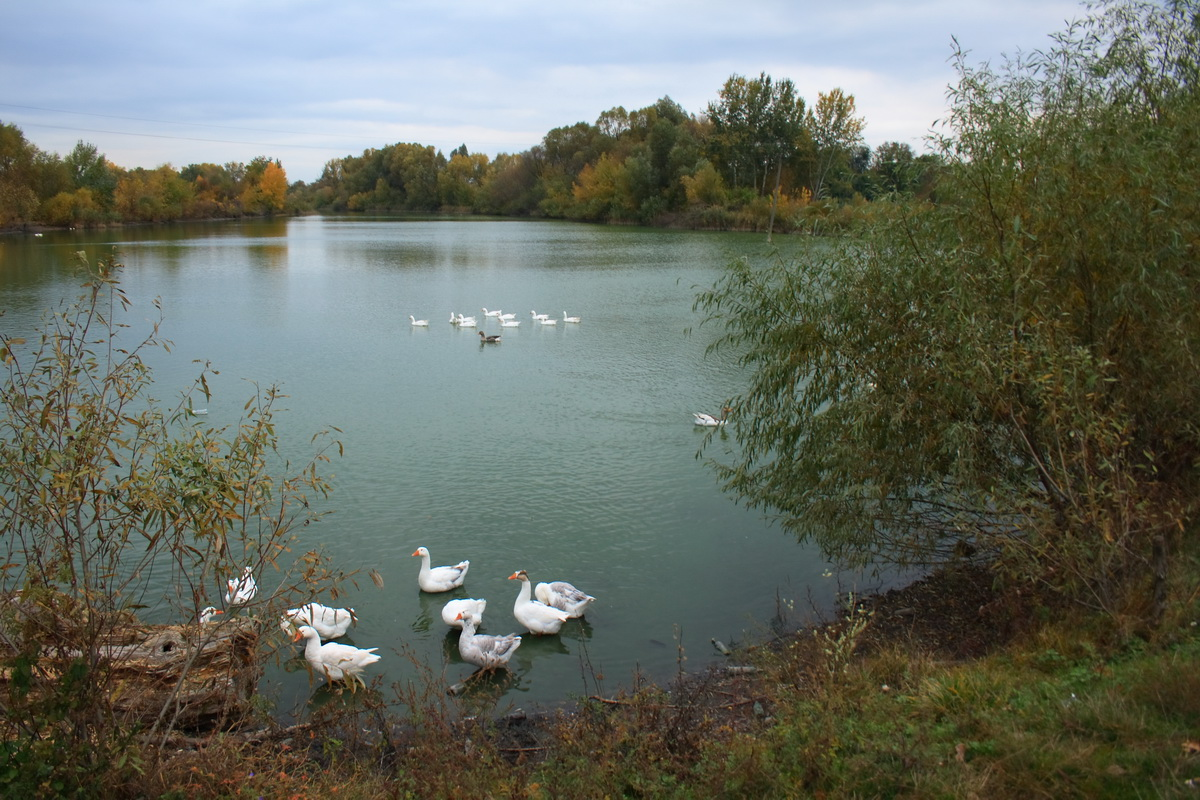
オーゼロ (Озеро, 湖)
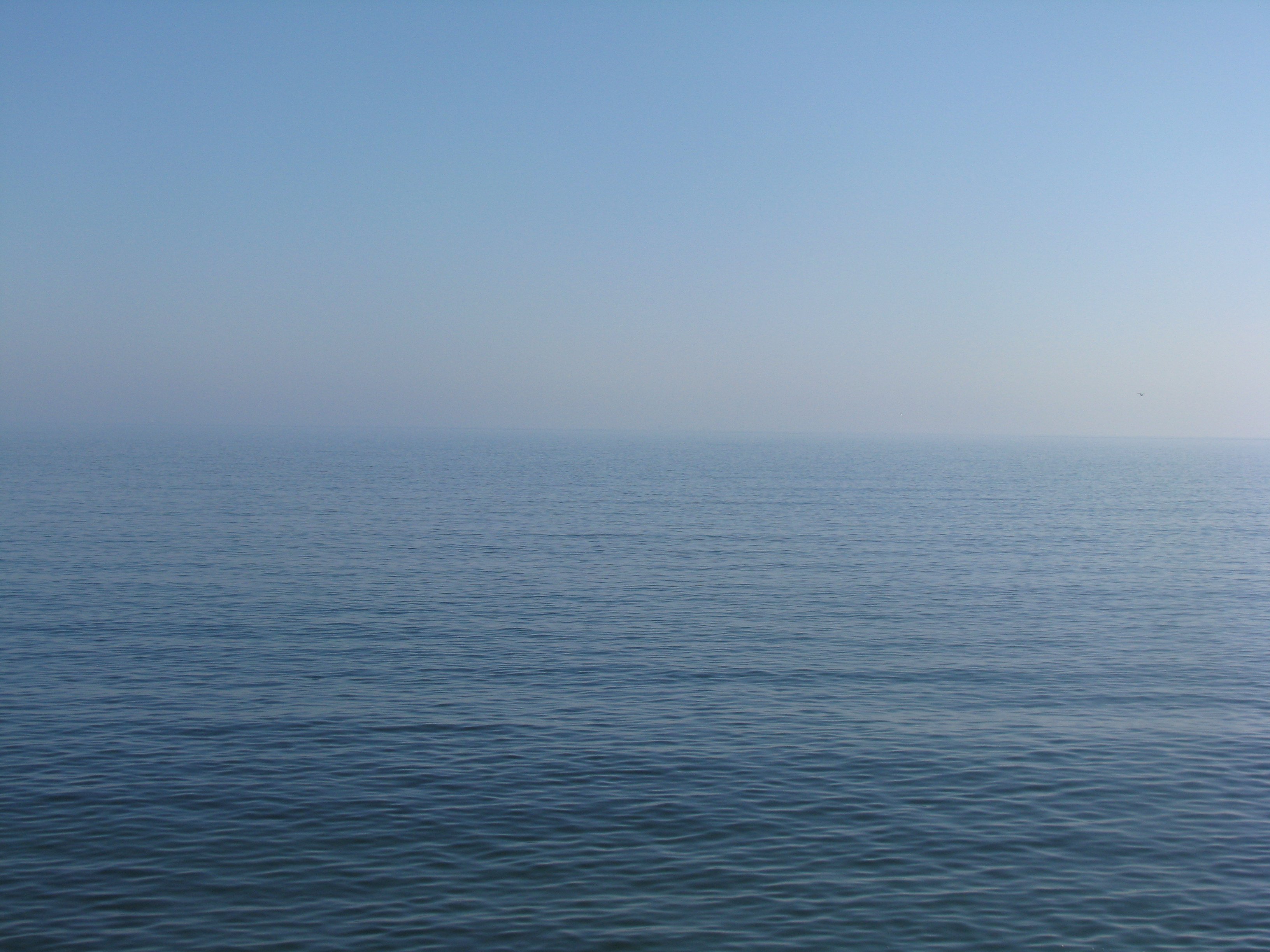
モーレ (Море, 海)
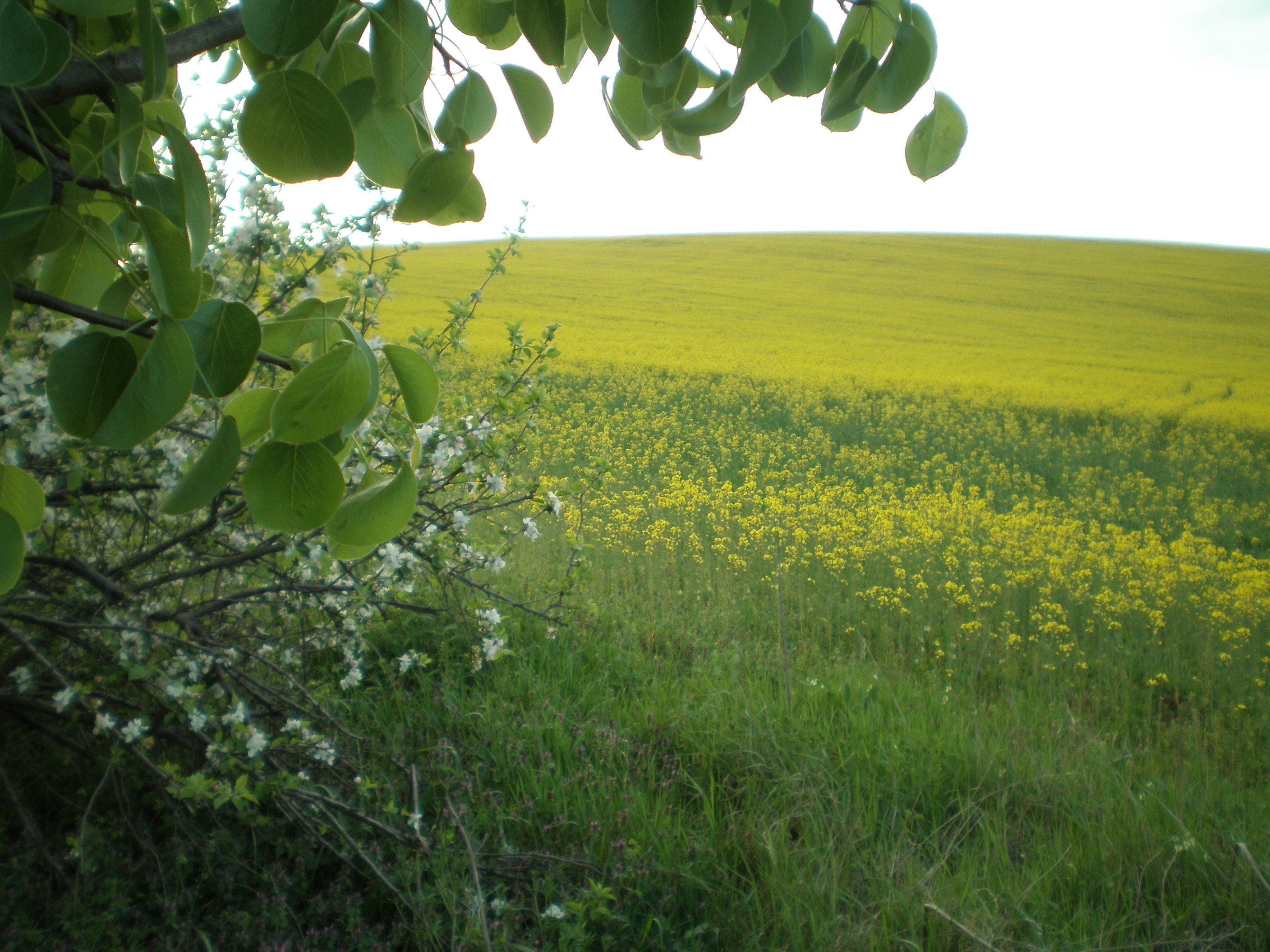
リウヌィーナ (Рівнина, 平野)
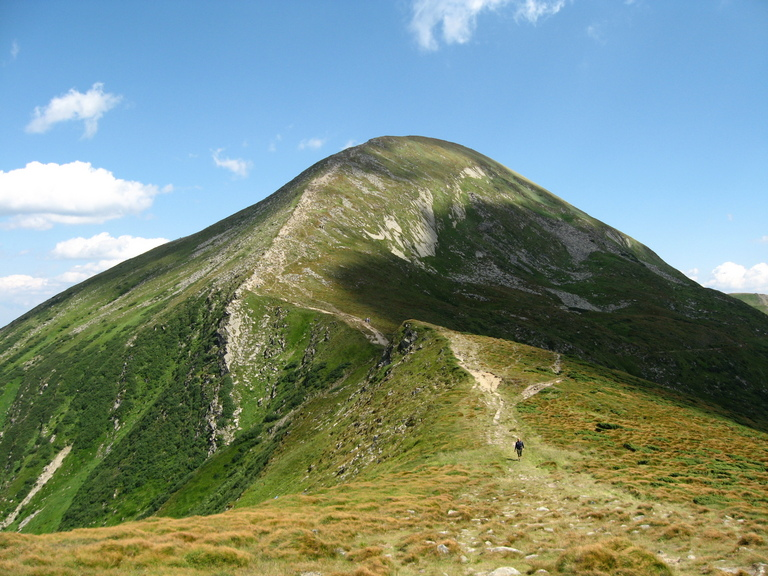
ホラー (Гора, 山)
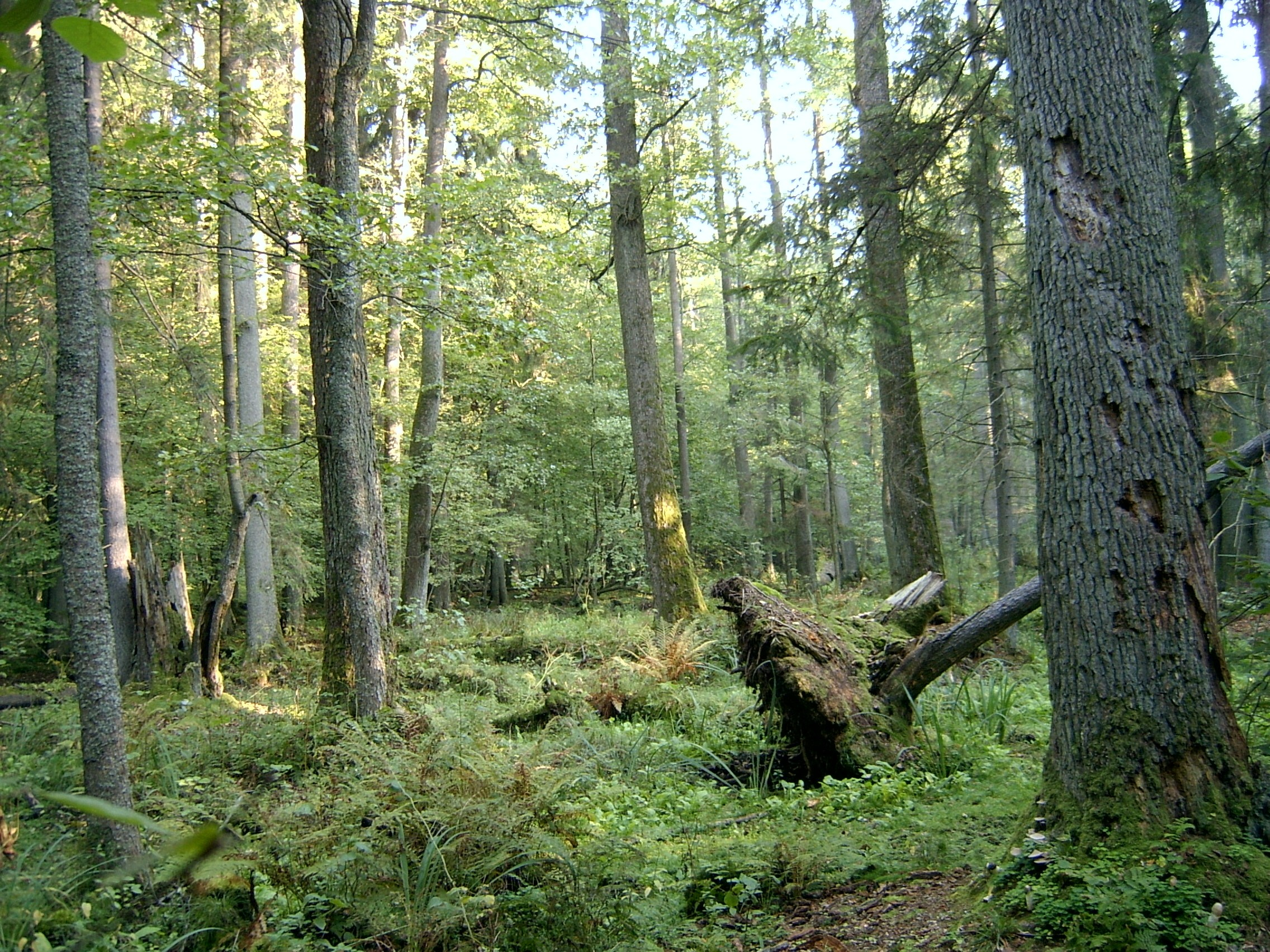
リス (Ліс, 森)
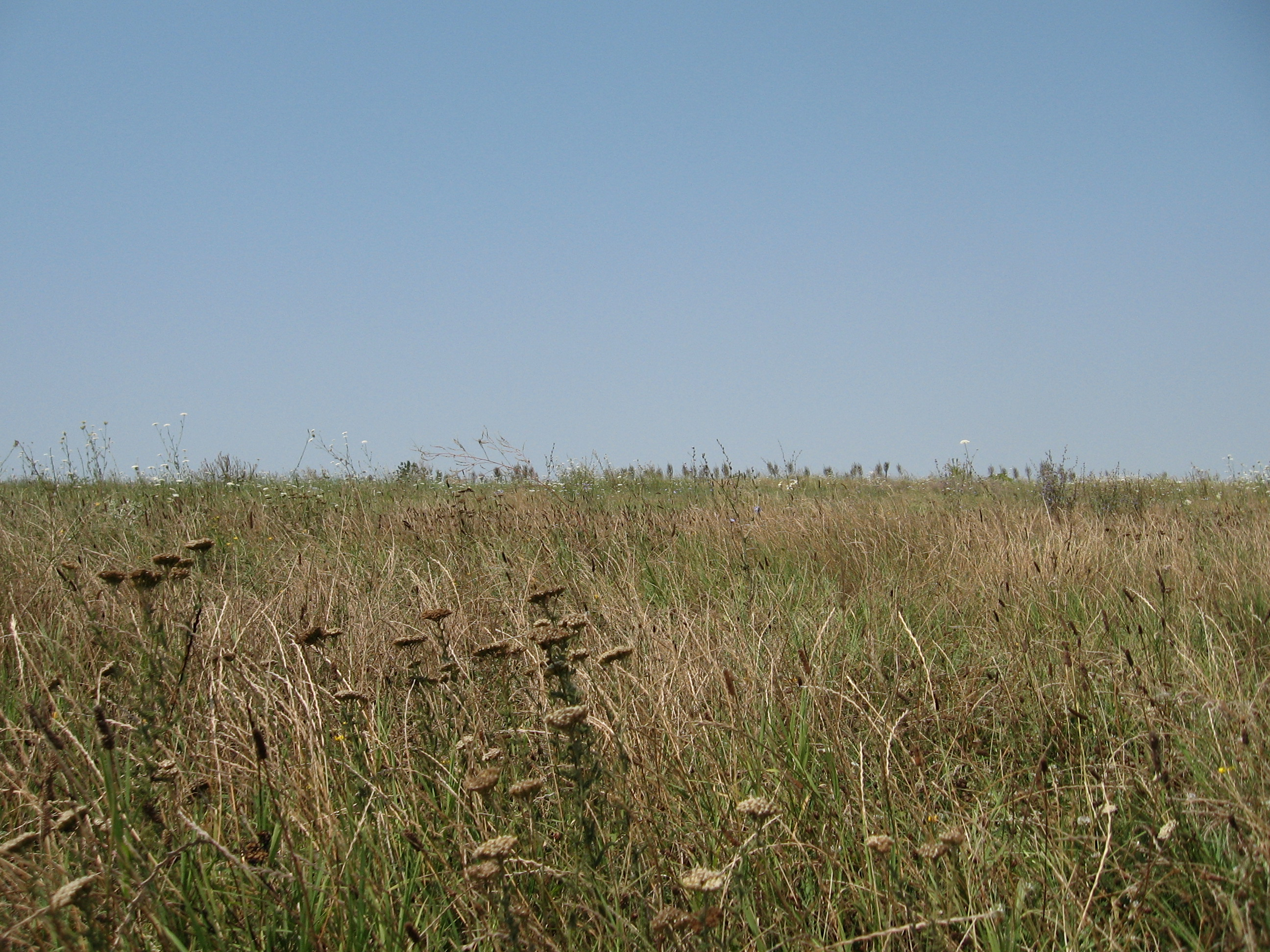
ステープ (Степ, 草原)
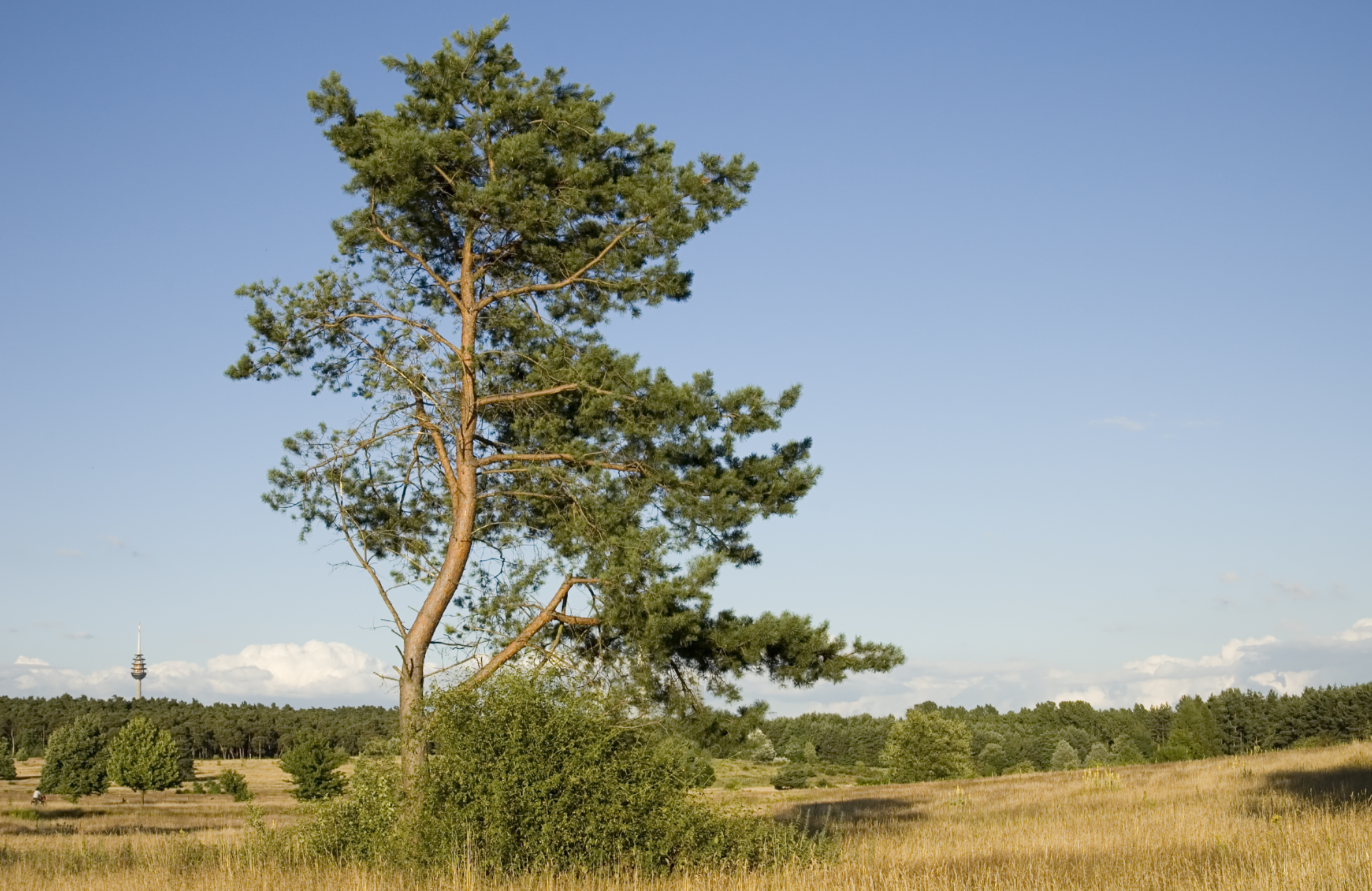
デーレヴォ (Дерево, 木)
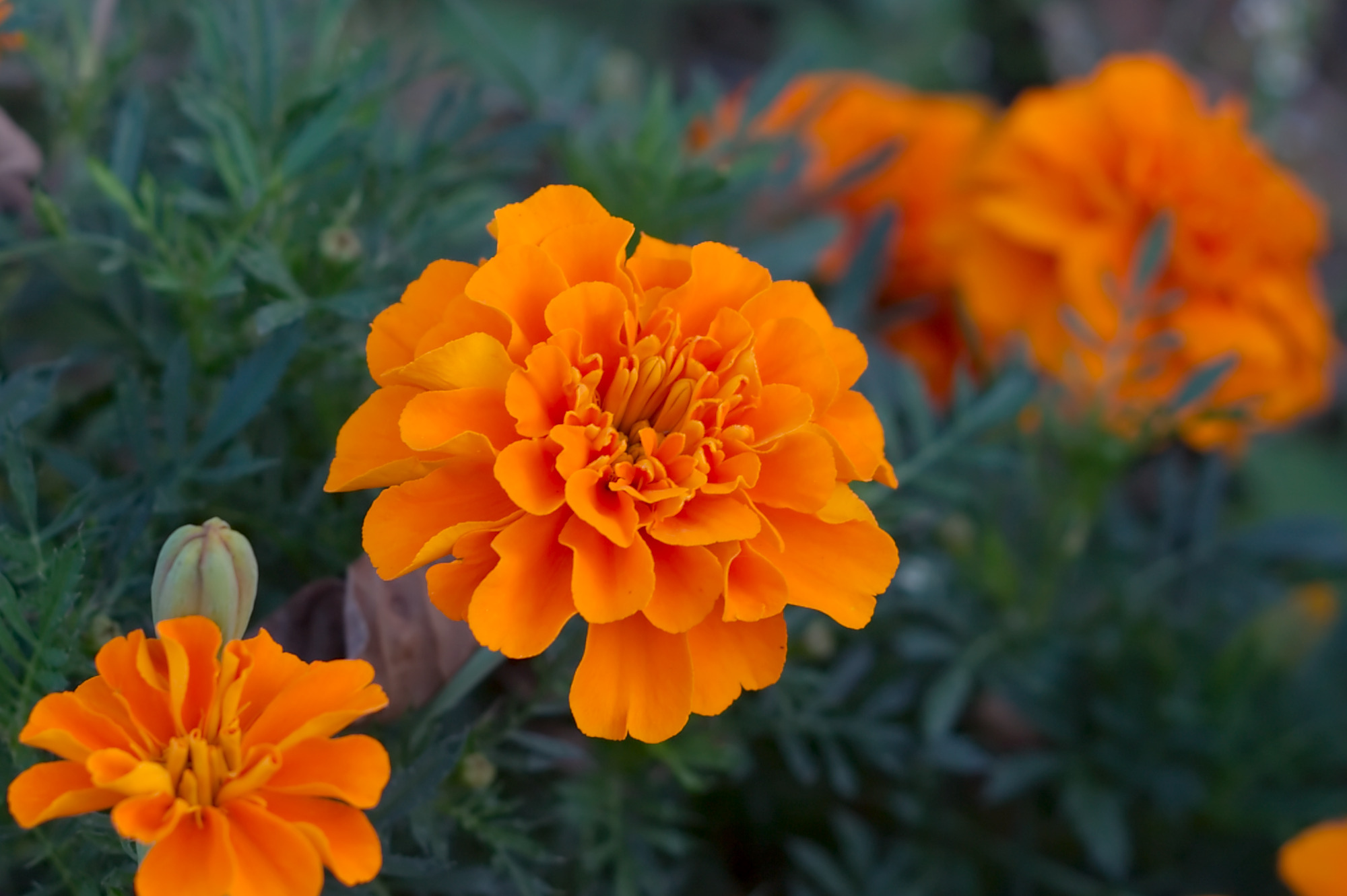
クヴィートカ (Квітка, 花)
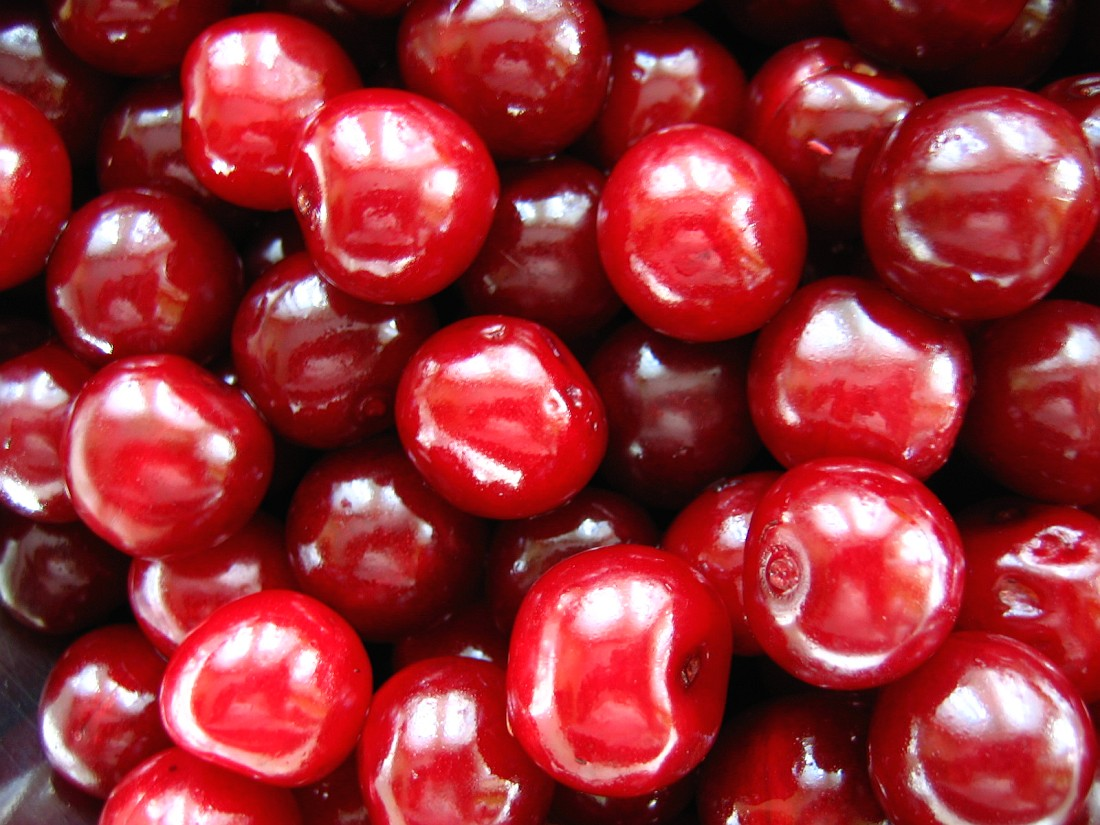
ヴィシュニャ (Вишня, サクランボ)
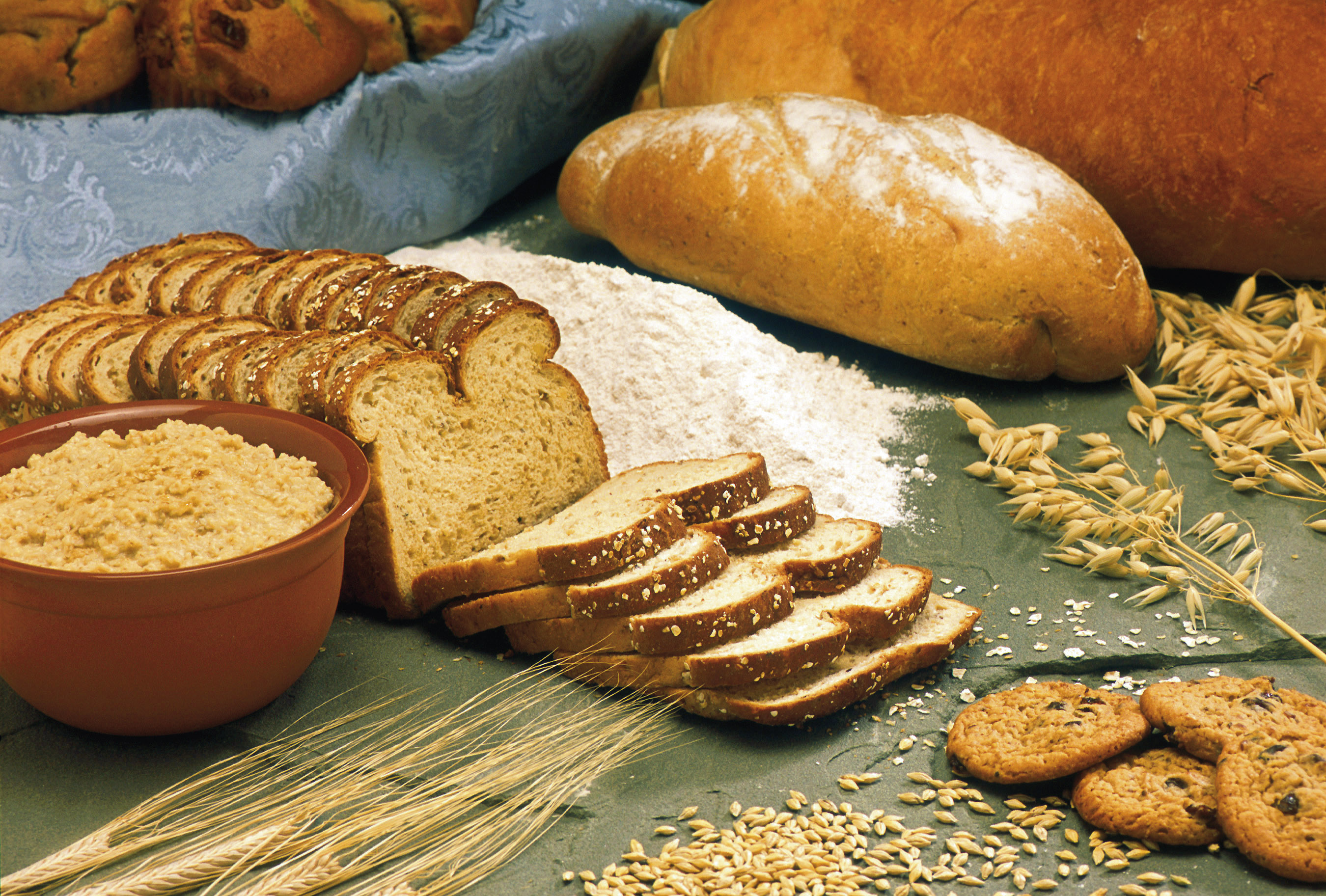
フリーブ (Хліб, パン)

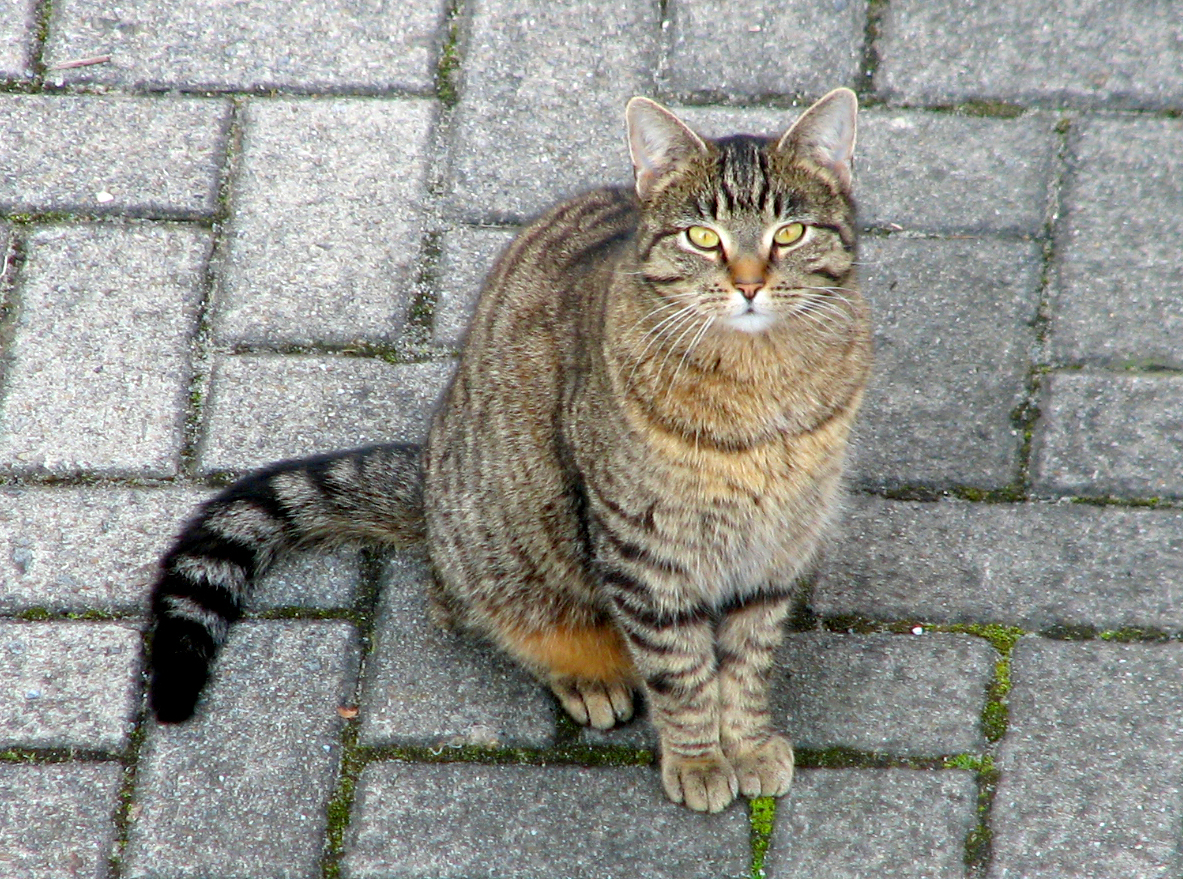
キート (Кіт, 雄猫)
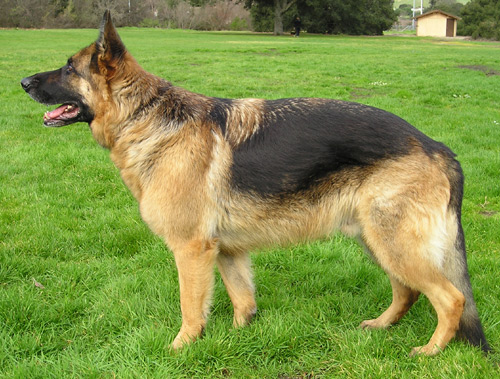
ソバーカ (Собака, 雄犬)
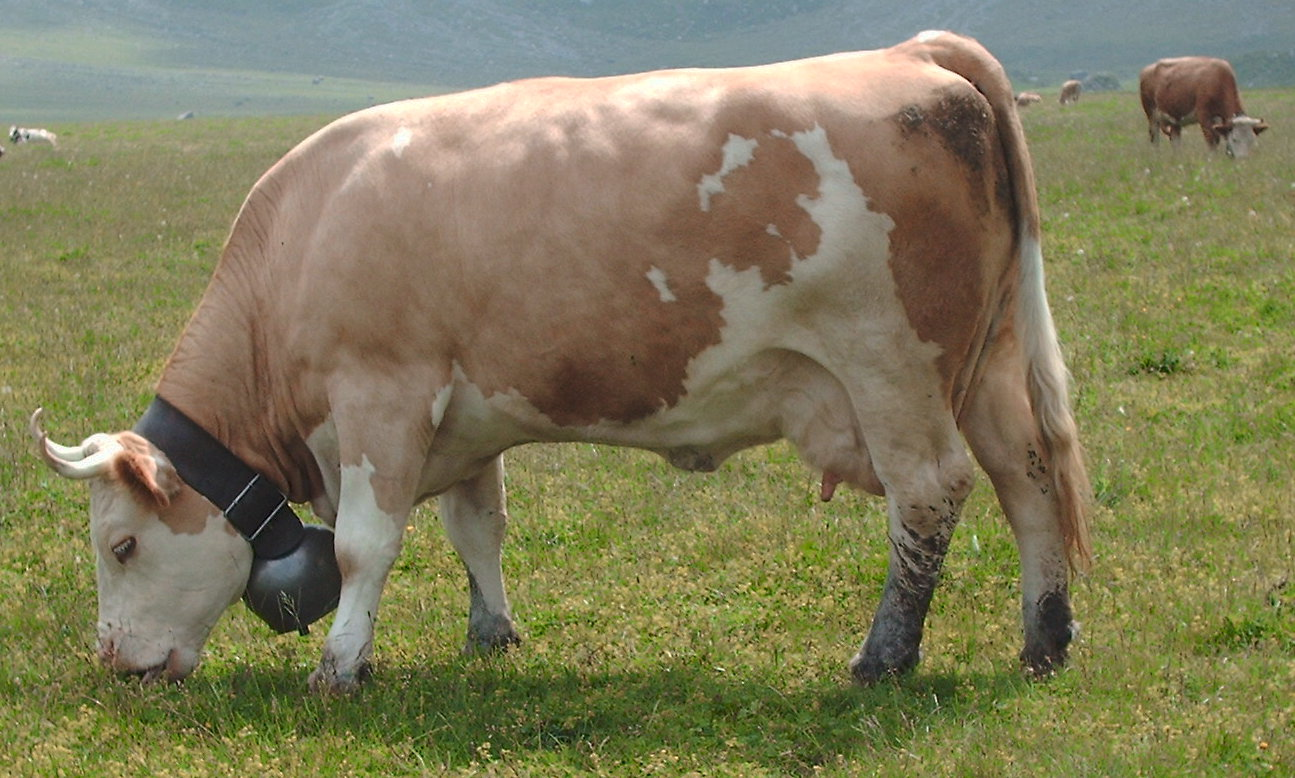
コローヴァ (Корова, 牝牛)
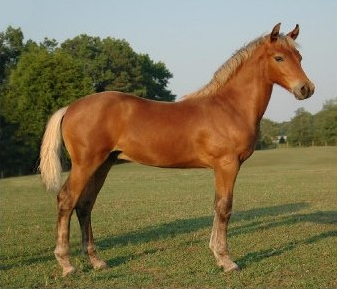
キーニ (Кінь, 雄馬)
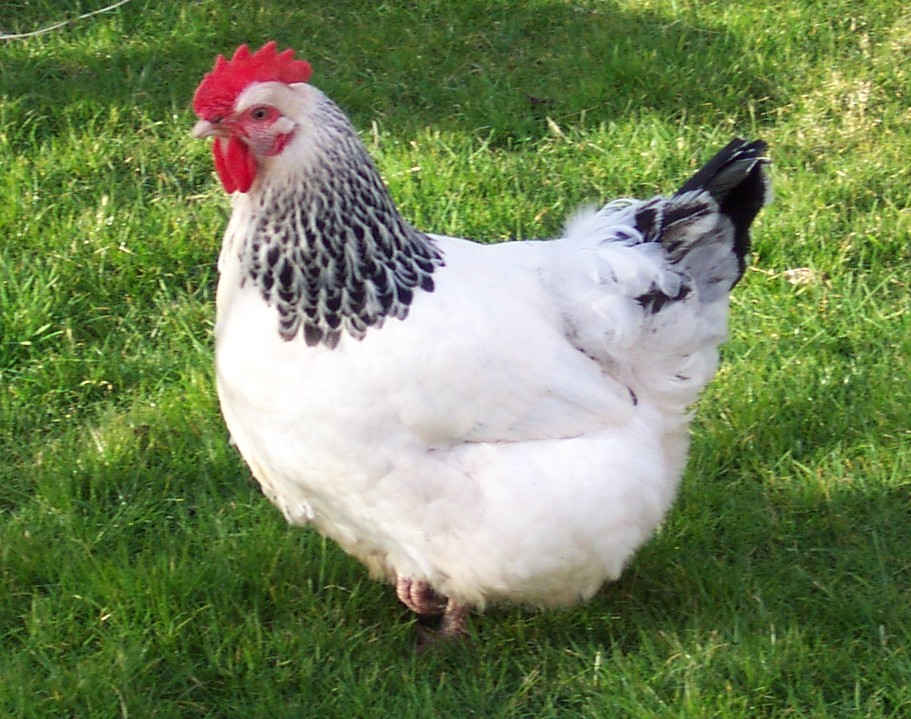
クールカ (Курка, 雌鶏)
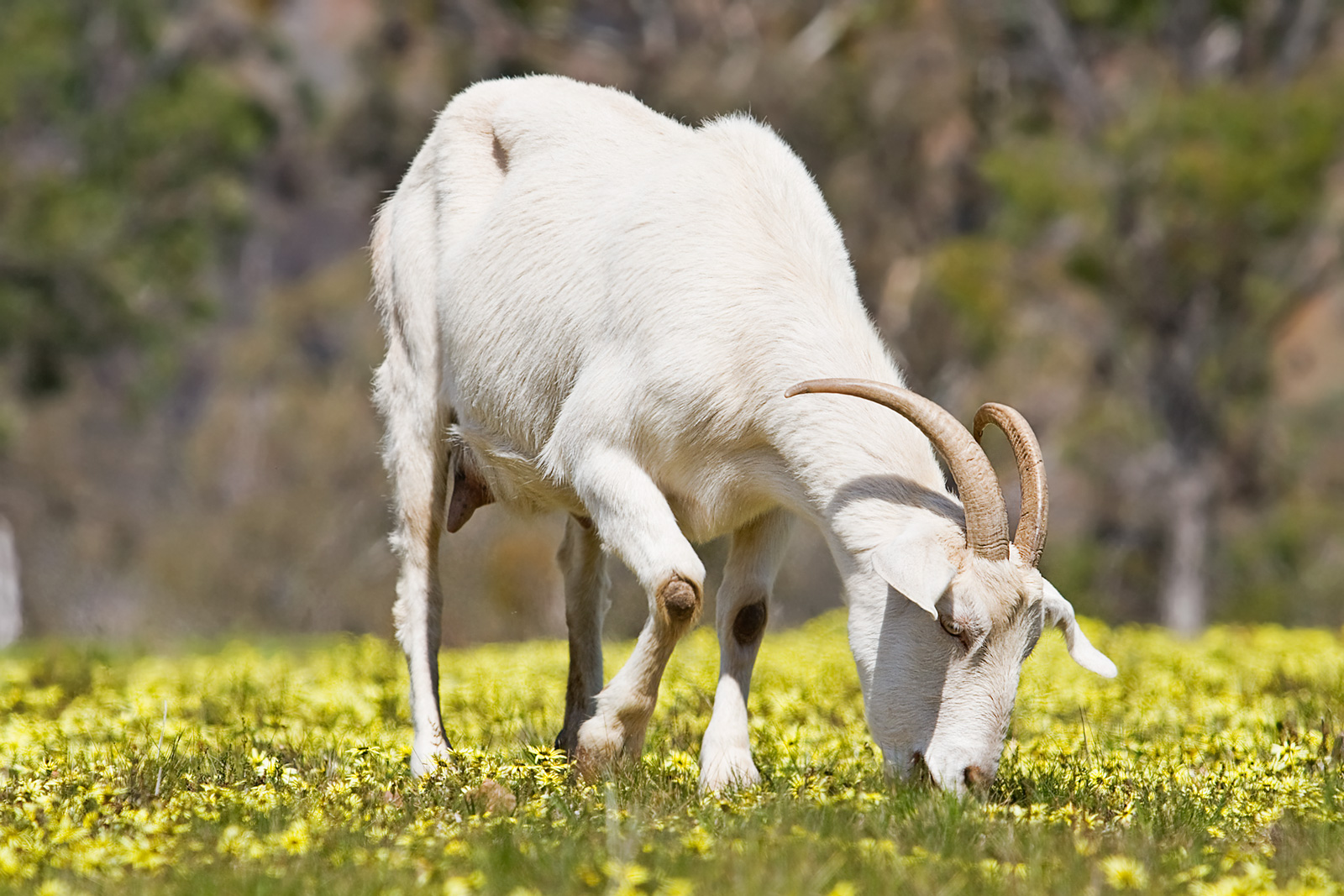
コザー (Коза, 雌山羊)
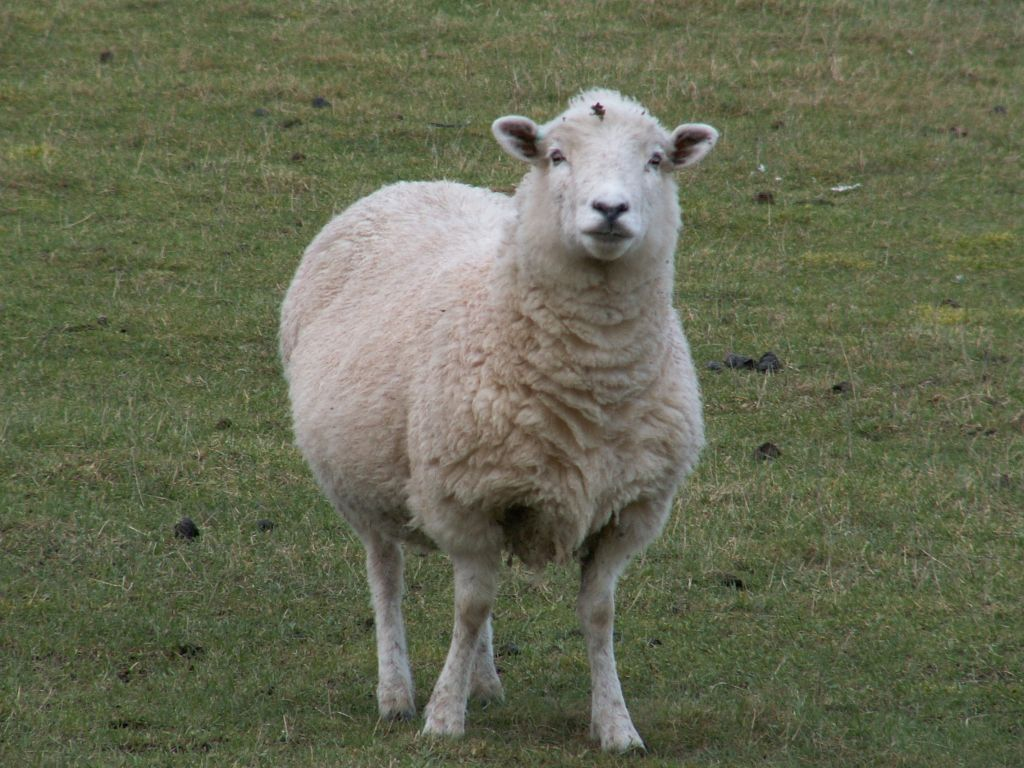
ヴィウツャー (Вівця, 雌羊)
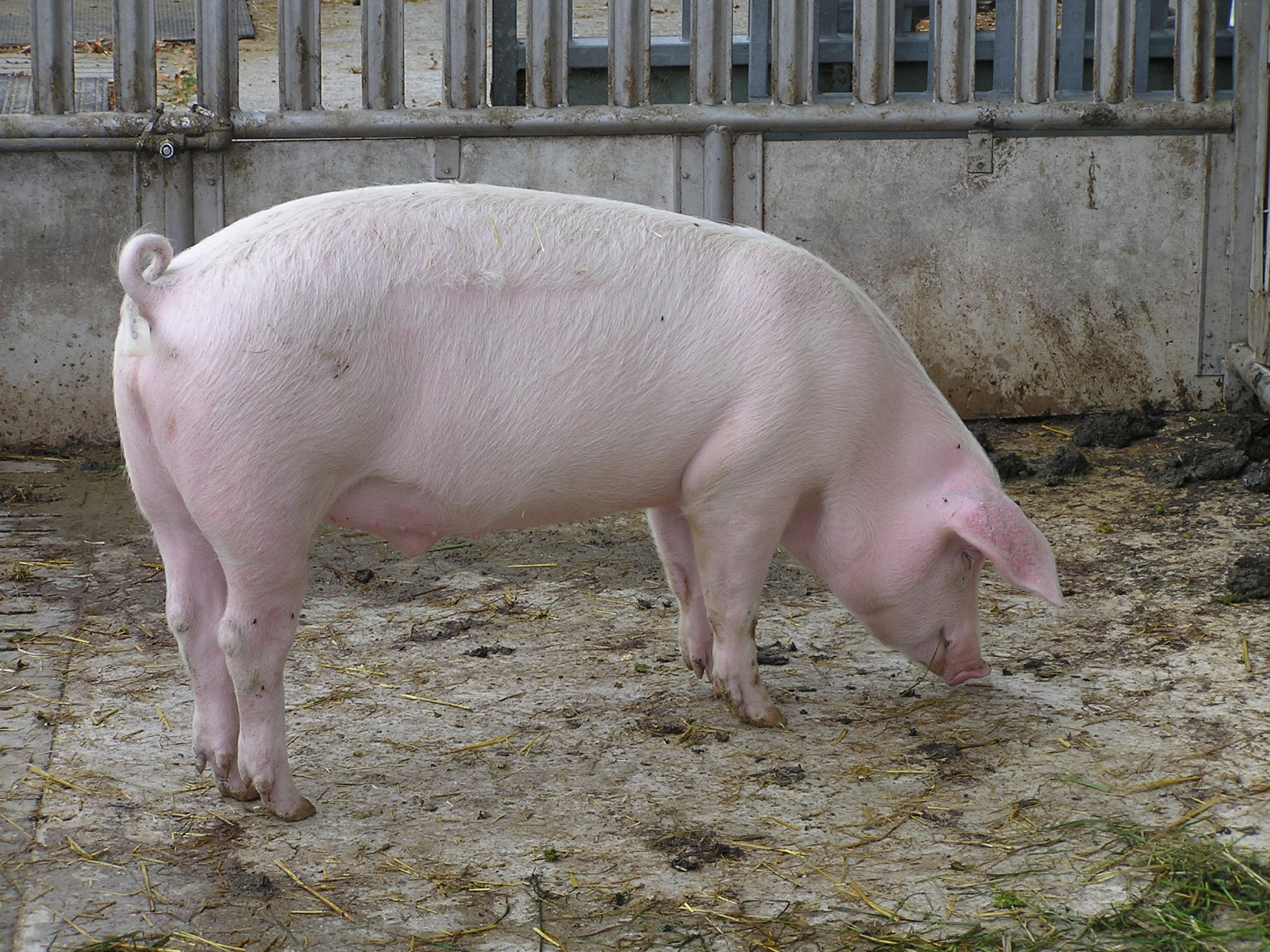
スヴィニャー (Свиня, 雌豚)
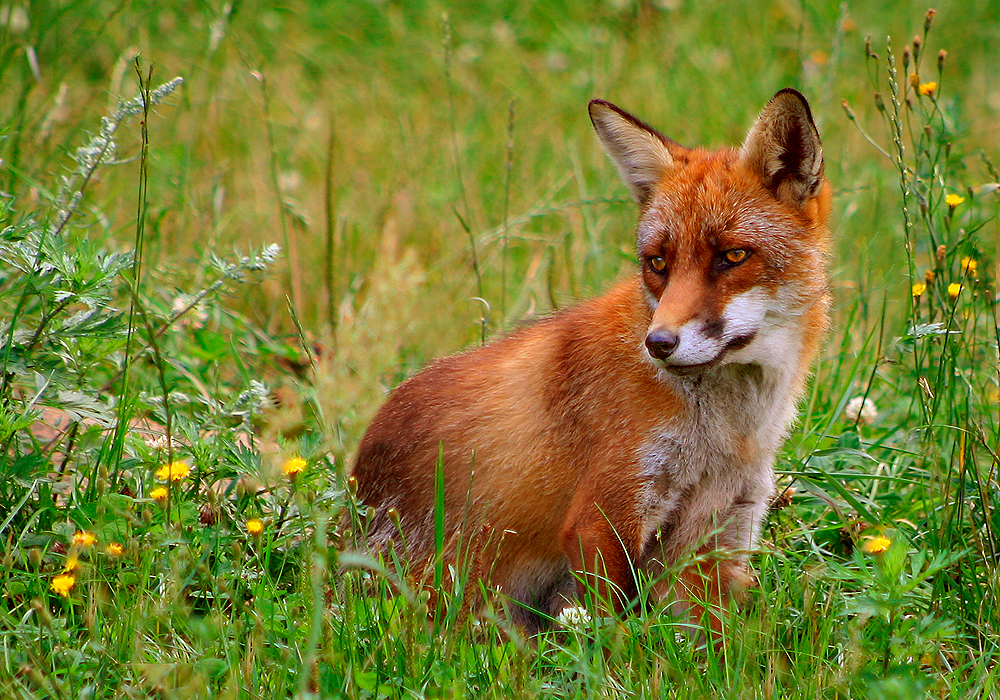
ルィスィーツャ (Лисиця, 雌狐)
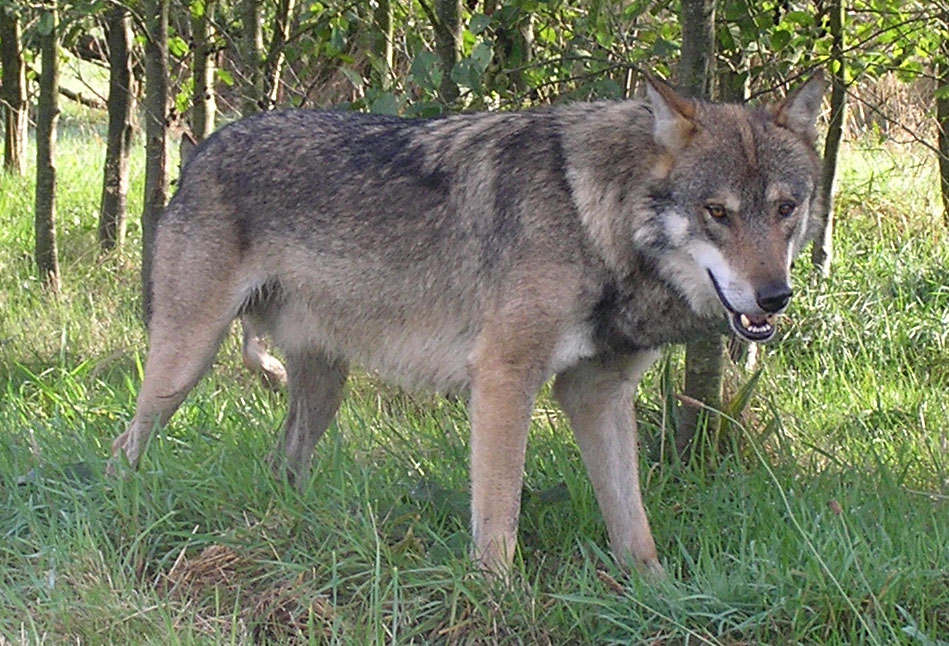
ヴォーウク (Вовк, 雄狼)
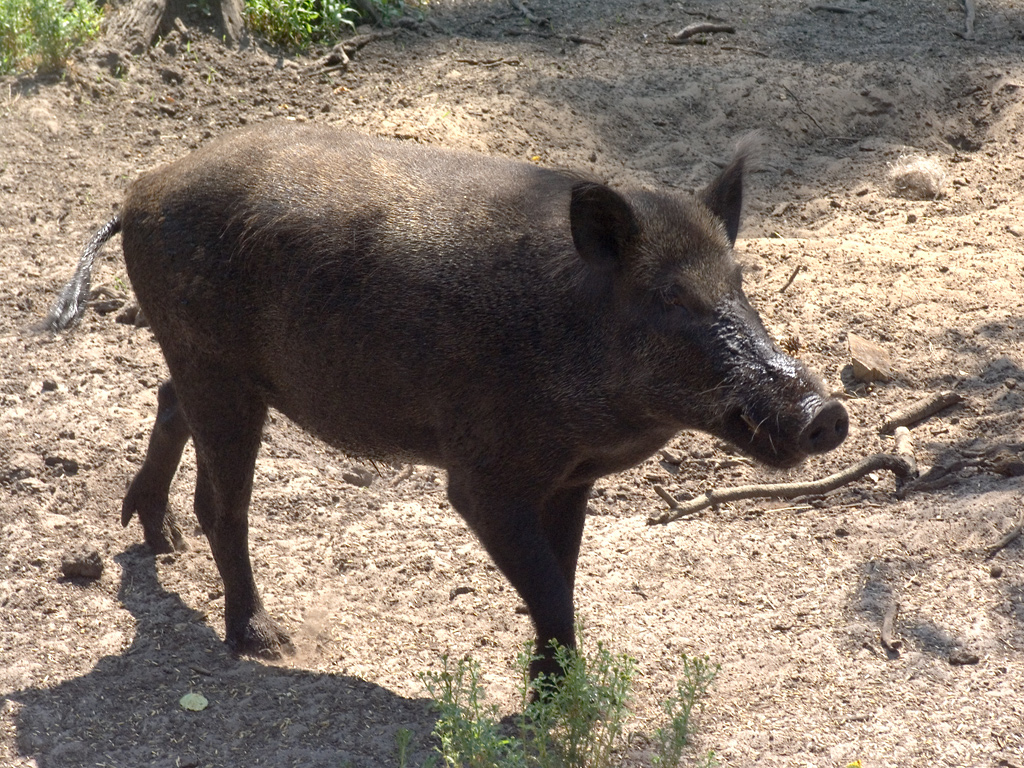
カバン (Кабан, 雄猪)
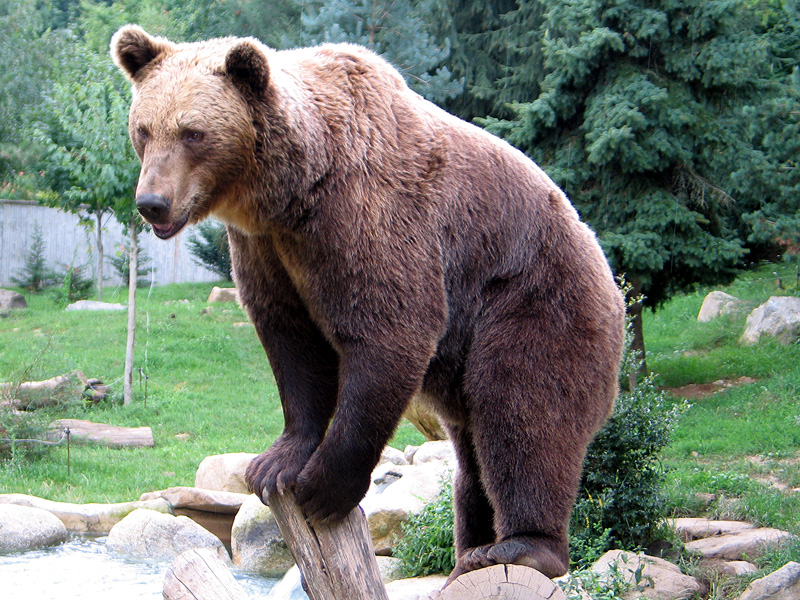
ヴェドミーヂ (Ведмідь, 雄熊)
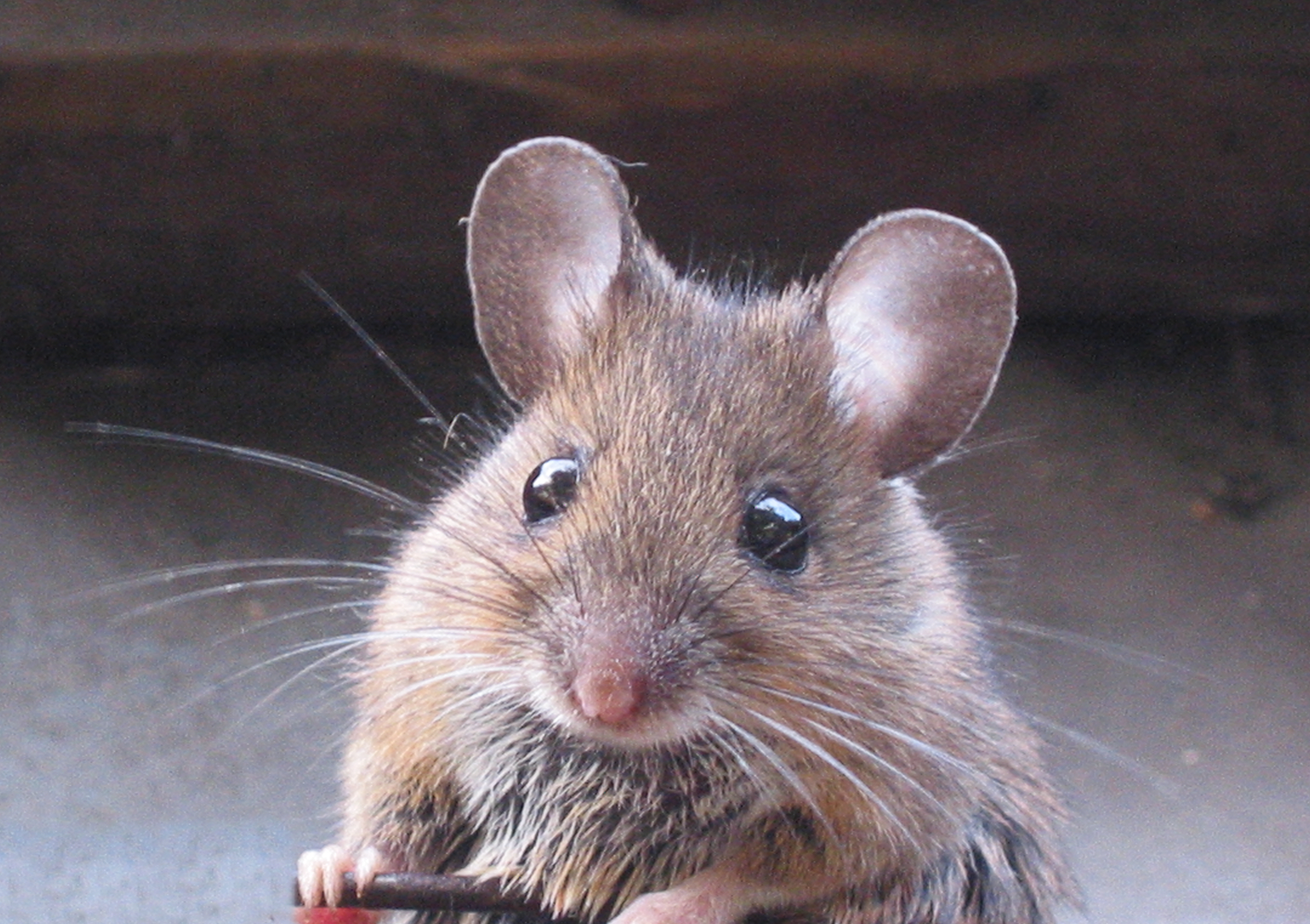
ムィーシャ (Миша, 雌ネズミ)
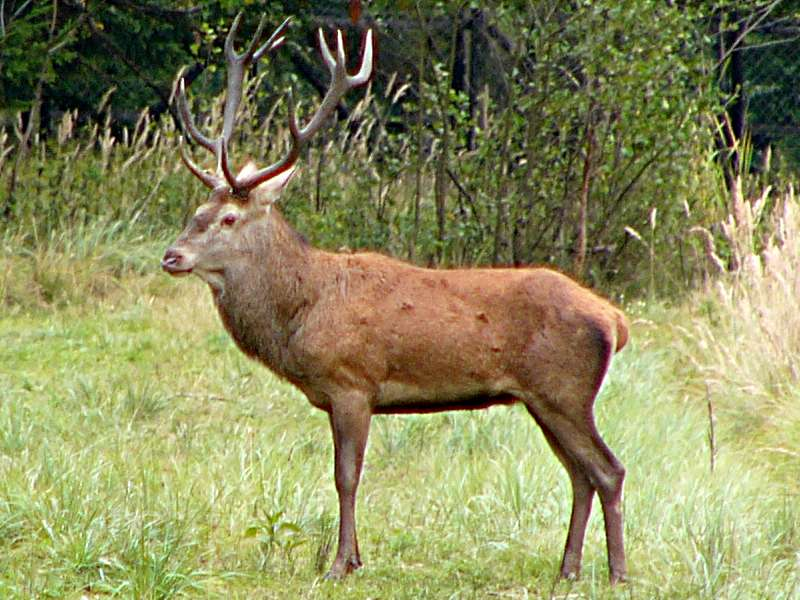
オーレニ (Олень, 雄鹿)
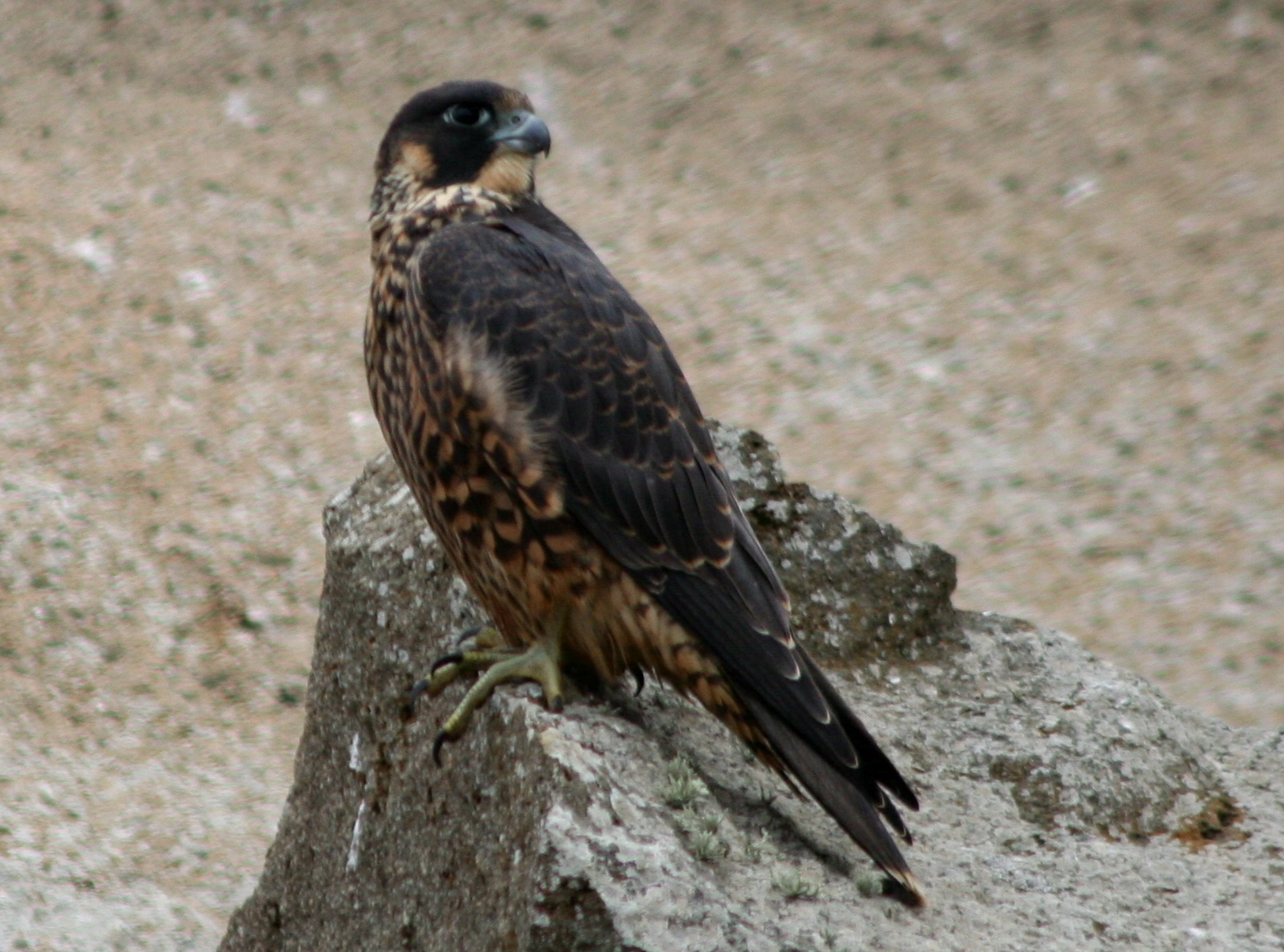
ソーキル (Сокіл, 雄ハヤブサ)
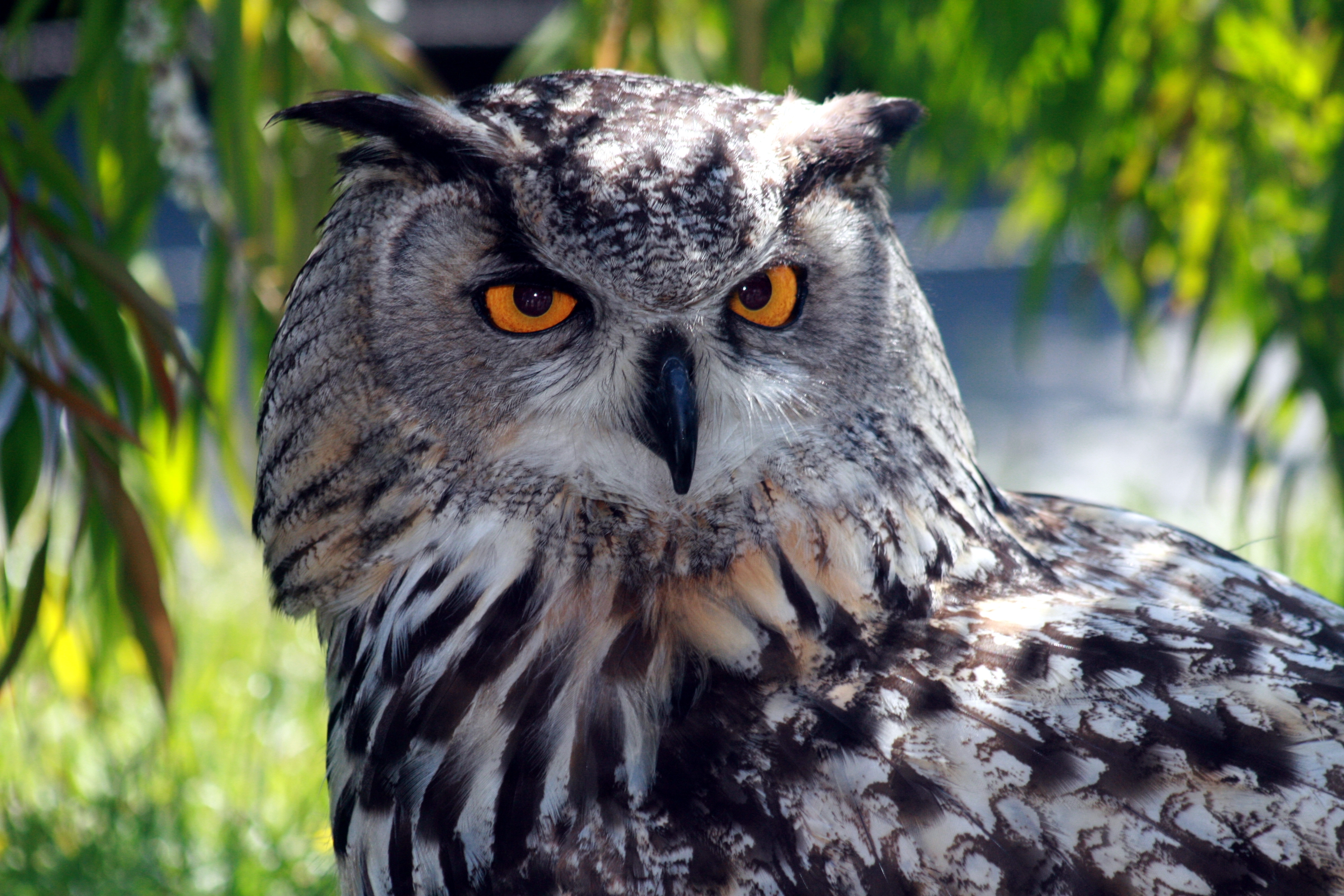
プーハチ (Пугач, ミミズク)
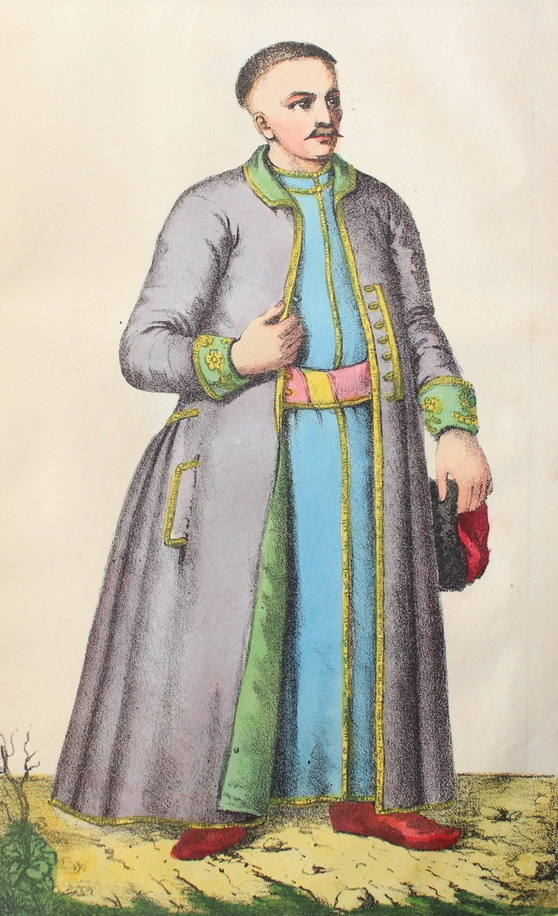
コザーク (Козак, 若男)
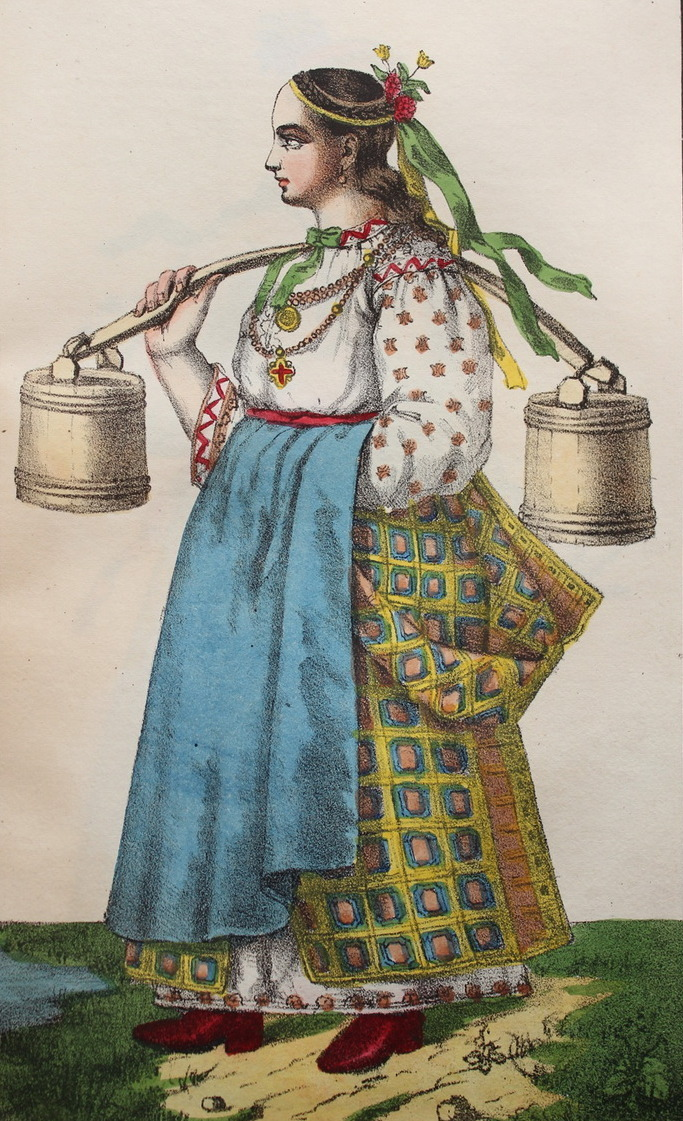
ヂーウチナ (Дівчина, 若女)
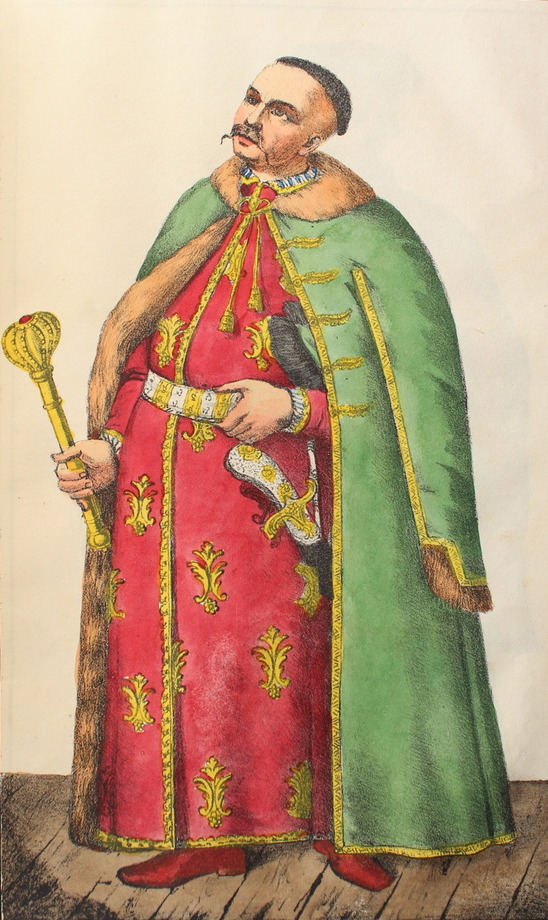
ヂード (Дід, 老人)
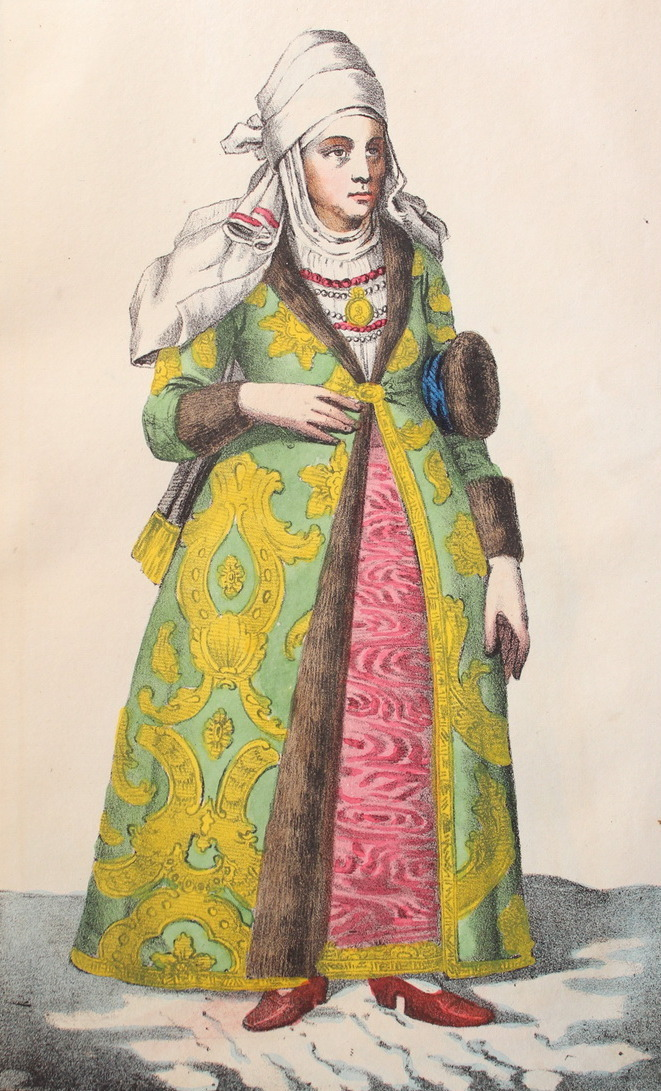
バーバ (Баба, 老婆)

### 主な表現
- はい Так. ターク
- いいえ Ні. ニー
- おはようございます Доброго ранку. ドーブロホ・ラーンク
- こんにちは Добрий день. ドーブルィイ・デーニ
- こんにちは Добридень. ドブルィーデニ
- こんばんは Добрий вечір ドーブルィイ・ヴェーチル
- おやすみなさい Добраніч ドブラーニチュ
- やあ、どうも、こんにちは （最も一般的な挨拶） Привіт. プルィヴィート
- さようなら До побачення. ド・ポバーチェンニャ
- ありがとう Дякую. ジャークユ
- ありがとうございました Дуже дякую. ドゥージェ・ジャークユ
- ごめんなさい Вибачте. ヴィーバチュテ
- お願いします Прошу (вас / тебе). プローシュ（・ヴァース / テベー）
- お願いします Будь ласка ブージ・ラースカ
- はい、いいですよ、よろしい Добре. ドーブレ
- はい、よし Гаразд. ハラーズド
- オーケーです、大丈夫です、問題ありません、いいですよ Нормально. ノルマーリノ
- だめです、悪い Погано. ポハーノ
- だめです、してはいけない Не можна. ネ・モージュナ
- 私（女）はおなかが空きました Я голодна. ヤー・ホロードナ （男性の場合はЯ голодний. ヤー・ホロードヌィイ）
- お名前は？ Як Вас ( / тебе) звати? ヤーク・ヴァース（ / テベー）・ズヴァーティ？
- 私の名前は()です Мене звуть (). メネー・ズヴーチ・()
- 私はあなたを愛してます Я вас кохаю ヤー・ヴァース・コハーユ（本来は身近でない相手に対する言い方。丁寧語）
- 私は君を愛してます Я тебе кохаю ヤー・テベー・コハーユ
- 私はあなたが好きです Я вас люблю. ヤー・ヴァース・リュブリュー （本来は身近でない相手に対する言い方。丁寧語）
- 私は君が好きです Я тебе люблю. ヤー・テベー・リュブリュー （本来は身近な相手に対する言い方。）
- 私はこれが好きです Я це люблю. ヤー・ツェー・リュブリュー

## ウクライナ語由来の日本語外来語
- コサック: Козак
- コトレータ: Котлета
- サーロ: Сало
- チキンキーウ: Котлета по-київськи
- チョルノーゼム: Чорнозем
- バンドゥーラ: Бандура
- ブリャーク: Буряк
- ホパーク : Гопак
- ボルシチ: Борщ
- モスカーリ: Москаль
- ラーダ: Рада

## 日本語のウクライナ語転写
必ずしも日本語の発音通りとはならないが、日本語をウクライナ語アルファベットで表記する場合には以下のようなものが用いられている（大文字で表示）。ウクライナ語話者の間で日本語を勉強する人口がそれほど多くないこともあり、あまり研究されているとは言えないが、ソ連時代に盛んに行われたロシア語による日本語研究を背景に転写法は十分に整備されているといえる。
また日本では、ソ連時代のウクライナで起きた歴史的出来事については、ハリコフ攻防戦やチェルノブイリ原発事故のようにロシア語地名で表記することが多く、ウクライナ語の地名は一般に普及しているとは言い難い。
公式にはウクライナの地名はウクライナ語に沿った表記が求められるが、下記のようなロシア語名の方が有名であったり一般に知られている例も多かった。しかし2022年にロシアがウクライナに侵攻して以降、日本国内でもウクライナ語に沿った表記に変える動きがあり、3月31日には日本政府が公式表記の変更を決定した。
- キーウ：ロシア語名キエフ
- ハルキウ：ロシア語名ハリコフ
- チョルノーブィリ：ロシア語名チェルノブイリ
- オデーサ：ロシア語名オデッサ

ただし、セヴァストポリやヤルタなどのようにロシア語とウクライナ語の発音差がほとんどない都市もある。

### 段
ウクライナ語では「母音」となる。この他、ウクライナ語の仕組みに従い、日本語の「や行」も母音扱いされる場合がある。
- あ段 - А
- い段 - І
- う段 - У、ただし、「です」 (DESU) のように「短いう」であるとウクライナ（ソ連）の研究によって判定されているものに関しては、「У」ではなく「Ў」を用いることもある。
- え段 - Е
- お段 - О

### 行
ウクライナ語では「子音+母音」となる。
- か行 - К
- さ行 - С、ただし、「しゃ、し、しゅ、しぇ、しょ」については「С+軟母音」で表す場合と「Ш+硬母音」で表される場合がある。
- た行 - Т、ただし、「ちゃ、ち、ちゅ、ちぇ、ちょ」については「Ч」で表される場合が多い。
- な行 - Н
- は行 - Х、ただし、「Г」で表される場合もある。また、「ふ」は「Ф」が用いられる場合が多い。
- ま行 - М
- や行 - 「や、い、ゆ、いぇ、よ」の順に「Я、І、Ю、Є、ЙО」で表されることが多い。小さい「ょ」については「ЬО」が用いられる。
- ら行 - Р
- わ行 - В、ただし、これでは「ヴァ行」の発音になってしまうため、「わ、うぃ、う、うぇ、うぉ」を表すために「У+母音」という方式が採られることもある。「を」は「お」と区別されない場合が多い。

- が行 - Ґ、ただし、「Г」が使用される場合もある。鼻濁音は表記されない。
- ざ行 - ДЗ、ただし、「З」が用いられることも多い。「じゃ、じ、じゅ、じぇ、じょ」に関しては発音の類似上「ДЖ」が用いられるが、「Ж」で代用されることも多い。
- だ行 - Д、ただし、「ぢゃ、ぢ、ぢゅ、ぢぇ、ぢょ」に関しては「じゃ、じ、じゅ、じぇ、じょ」の場合と同様の表記が用いられることが多い。
- ば行 - Б
- ぱ行 - П

### その他
- ん - Н、ただし、発音は日本語の「ん」とは大きく異なり「ぬ」という印象が強い。
- ヴ - В

### 中澤式
中澤英彦による日本語のウクライナ語転写：
|        | Б ブ     | В ヴ       | Г フ     | Ґ グ     | Д ド     | Ж ジ     | ДЖ ジ     | З ズ     | ДЗ ズ     | К ク     | Л ル     | М ム     | Н ン     | П プ     | Р ル     | С ス     | Т ト     | Ф フ     | Х フ     | Ц ツ     | Ч チ     | Ш シ     | Щ シチ     |
| А ア   | ба バ    | ва ヴァ    | га ハ    | ґа ガ    | да ダ    | жа ジャ  | джа ジャ  | за ザ    | дза ザ    | ка カ    | ла ラ    | ма マ    | на ナ    | па パ    | ра ラ    | са サ    | та タ    | фа ファ  | ха ハ    | ца ツァ  | ча チャ  | ша シャ  | ща シチャ  |
| И ィ   | би ブィ  | ви ヴィ    | ги ヒ    | ґи ギ    | ди ディ  | жи ジ    | джи ジ    | зи ズィ  | дзи ズィ  | ки クィ  | ли ルィ  | ми ムィ  | ни ヌィ  | пи プィ  | ри ルィ  | си スィ  | ти ティ  | фи フィ  | хи ヒ    | ци ツィ  | чи チ    | ши シ    | щи シチ    |
| У ウ   | бу ブ    | ву ヴ      | гу フ    | ґу グ    | ду ドゥ  | жу ジュ  | джу ジュ  | зу ズ    | дзу ズ    | ку ク    | лу ル    | му ム    | ну ヌ    | пу プ    | ру ル    | су ス    | ту トゥ  | фу フ    | ху フ    | цу ツ    | чу チュ  | шу シュ  | щу シチュ  |
| Е エ   | бе ベ    | ве ヴェ    | ге ヘ    | ґе ゲ    | де デ    | же ジェ  | дже ジェ  | зе ゼ    | дзе ゼ    | ке ケ    | ле レ    | ме メ    | не ネ    | пе ペ    | ре レ    | се セ    | те テ    | фе フェ  | хе ヘ    | це ツェ  | че チェ  | ше シェ  | ще シチェ  |
| О オ   | бо ボ    | во ヴォ    | го ホ    | ґо ゴ    | до ド    | жо ジョ  | джо ジョ  | зо ゾ    | дзо ゾ    | ко コ    | ло ロ    | мо モ    | но ノ    | по ポ    | ро ロ    | со ソ    | то ト    | фо フォ  | хо ホ    | цо ツォ  | чо チョ  | шо ショ  | що シチョ  |
| Я ヤ   | бя ビャ  | вя ヴャ    | гя ヒャ  | ґя ギャ  | дя ジャ  | жя ジャ  | джя ジャ  | зя ジャ  | дзя ジャ  | кя キャ  | ля リャ  | мя ミャ  | ня ニャ  | пя ピャ  | ря リャ  | ся シャ  | тя チャ  | фя フャ  | хя ヒャ  | ця ツャ  | чя チャ  | шя シャ  | щя シチャ  |
| І イ   | бі ビ    | ві ヴィ    | гі ヒ    | ґі ギ    | ді ジ    | жі ジ    | джі ジ    | зі ジ    | дзі ジ    | кі キ    | лі リ    | мі ミ    | ні ニ    | пі ピ    | рі リ    | сі シ    | ті チ    | фі フィ  | хі ヒ    | ці ツィ  | чі チ    | ші シ    | щі シチ    |
| Ю ユ   | бю ビュ  | вю ヴュ    | гю ヒュ  | ґю ギュ  | дю ジュ  | жю ジュ  | джю ジュ  | зю ジュ  | дзю ジュ  | кю キュ  | лю リュ  | мю ミュ  | ню ニュ  | пю ピュ  | рю リュ  | сю シュ  | тю チュ  | фю フュ  | хю ヒュ  | цю ツュ  | чю チュ  | шю シュ  | щю シチュ  |
| Є ィエ | бє ビェ  | вє ヴェ    | гє ヒェ  | ґє ギェ  | дє ジェ  | жє ジェ  | джє ジェ  | зє ジェ  | дзє ジェ  | кє キェ  | лє リェ  | мє ミェ  | нє ニェ  | пє ピェ  | рє リェ  | сє シェ  | тє チェ  | фє フェ  | хє ヒェ  | цє ツェ  | чє チェ  | шє シェ  | щє シチェ  |
| Ї イー | б'ї ビー | в'ї ヴィー | г'ї ヒー | ґ'ї ギー | д'ї ジー | ж'ї ジー | дж'ї ジー | з'ї ジー | дз'ї ジー | к'ї キー | л'ї リー | м'ї ミー | н'ї ニー | п'ї ピー | р'ї リー | с'ї シー | т'ї チー | ф'ї フー | х'ї ヒー | ц'ї ツー | ч'ї チー | ш'ї シー | щ'ї シチー |